# Borstbeeld van Sint-Servaas
Het borstbeeld van Sint-Servaas, ook wel reliekbuste van Sint-Servaas of Servaasbuste genoemd, is een grotendeels zestiende-eeuwse portretbuste die als reliekhouder dient voor een deel van de schedel van Sint-Servaas. Het kostbare voorwerp van verguld en verzilverd koper, bezet met edelstenen, bevindt zich in de schatkamer van de Sint-Servaasbasiliek in Maastricht.
Het borstbeeld bevat onderdelen van een oudere buste uit circa 1400, die tijdens de plundering van 1579 werd vernield. Delen van het voetstuk van de oorspronkelijke buste bevinden zich in het Museum für Kunst und Gewerbe in Hamburg. Het huidige voetstuk dateert uit het begin van de twintigste eeuw.

## Geschiedenis

### Oudste reliekhouders van Sint-Servaas
Volgens de traditie zou Servatius, de vierde- of vijfde-eeuwse bisschop van Tongeren, te Maastricht zijn overleden en aldaar langs de Romeinse hoofdweg (de Via Belgica), buiten het castellum, zijn begraven. In de 6e eeuw verhaalde Gregorius van Tours over zijn tijdgenoot Monulfus, hoe deze de stoffelijke resten van Servaas liet bijzetten in een ruimte onder het altaar van de door hem gebouwde kerk. De Franse benedictijn Jocundus berichtte in de elfde eeuw dat proost Geldulfus in 1039, bij de inwijding van de nieuwe Sint-Servaaskerk in aanwezigheid van koning Hendrik III, de relieken van Servatius (en enkele andere heilige bisschoppen van Maastricht) in een stenen kist bij het hoofdaltaar liet plaatsen. In de twaalfde eeuw besloot het kapittel van Sint-Servaas het gebeente van de heilige opnieuw te verheffen en in een rijkversierd, verguld koperen reliekschrijn over te plaatsen, de zogenaamde Noodkist.
De schedel (of een fragment daarvan) moet al veel eerder van de andere relieken zijn gescheiden, want de oudste berichten over een schedelreliekhouder dateren uit de 10e eeuw. Of deze al de vorm van een hoofd had, is niet bekend. Daarnaast bevond zich al omstreeks 1050 een reliekbuste van Sint-Servaas in de keizerpalts van Goslar, geschonken door keizer Hendrik III. Deze twee verloren gegane schedelreliekhouders behoren tot de oudst gedocumenteerde van dit type. In de Ordinarius chori van de Sint-Servaaskerk werd voorgeschreven dat op het feest van de Triomf van Sint-Servaas (1e zondag van juli; ingevoerd na de Slag bij IJzeren in 1327) het hoofd van de heilige in processie rond het Vrijthof moest worden gedragen, maar ook hier kan niet met zekerheid gesteld worden dat dit een reliekbuste betrof.

### Het borstbeeld uit circa 1400
In 1403 werd, in aanwezigheid van proost Hendrik van Bylandt, een schedelfragment van de heilige Servatius overgeplaatst naar een speciaal voor dat doel vervaardigde zilveren reliekbuste. Over de maker is niets bekend, maar de Maastrichtse Servaasbuste past in het rijtje van prestigieuze veertiende-eeuwse reliekbustes in de directe omgeving: de buste van Karel de Grote (1349) in de Domschatkamer van Aken, die van paus Cornelius (ca. 1360-70) in de abdij van Kornelimünster en die van Johannes de Doper (ca. 1360) in de abdij van Burtscheid.
De buste van 1403 is in verband gebracht met een schenking van hertog Hendrik van Beieren, mogelijk Hendrik XVI van Beieren (ook Hendrik de Rijke genoemd). Deze zou namelijk, na aanschouwing van het zogenaamde borstkruis van Sint-Servaas, genezen zijn van jicht in de benen. Het borstbeeld zou dan bedoeld zijn voor het uitstallen van het miraculeuze borstkruis, dat om de hals van het beeld gehangen kon worden. Hendrik de Rijke was in 1403 pas 17 jaar oud, maar het is opvallend dat in hetzelfde jaar de stad Maastricht verscheidene privileges verkreeg (of bevestigd kreeg) van de bisschop van Luik, Jan van Beieren, een familielid van Hendrik de Rijke. Ook was een jaar eerder een zoon van de hertog van Beieren in de Sint-Servaaskerk begraven.

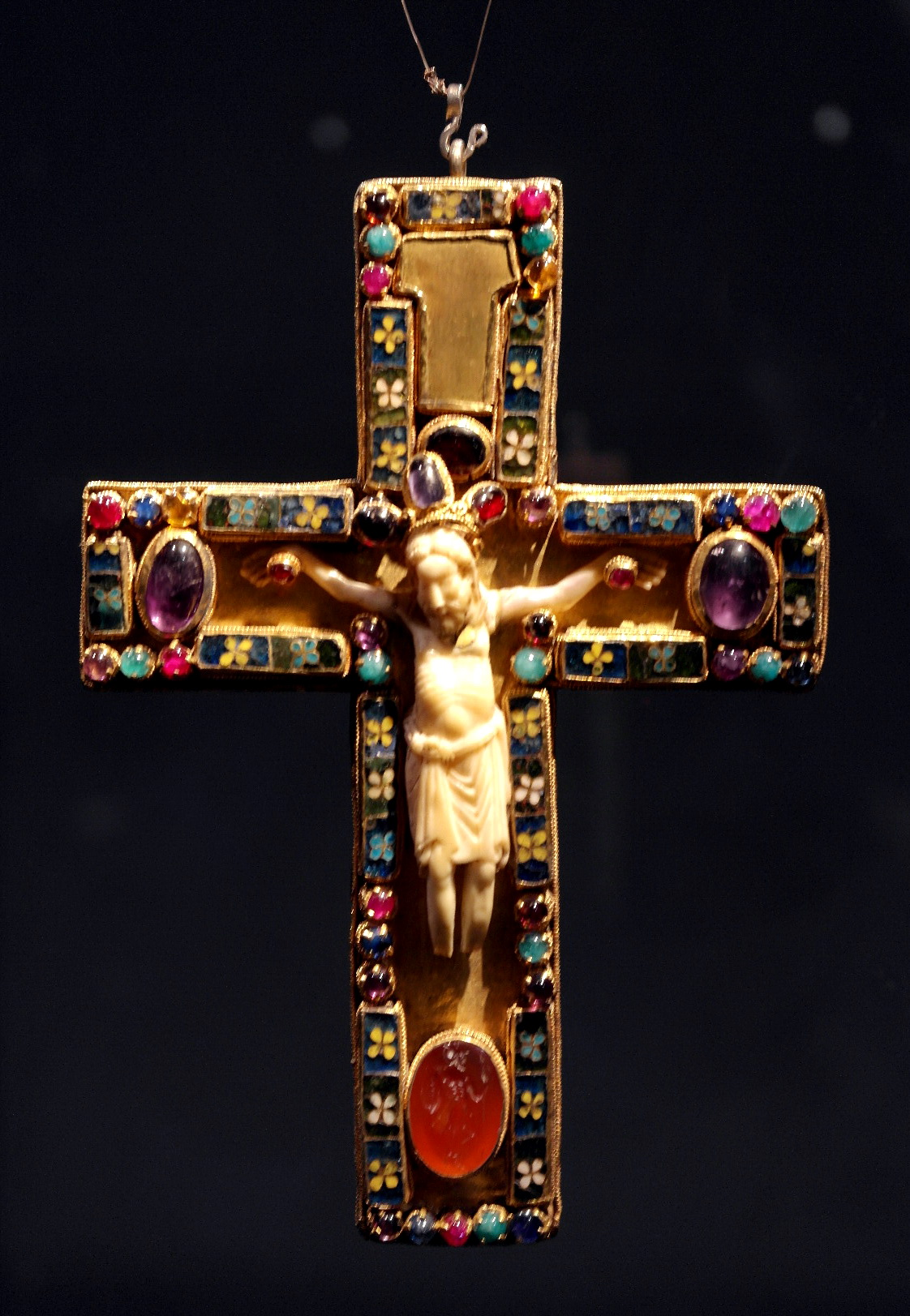
Borstkruis van Sint-Servaas (11e eeuw). Soms getoond hangend om de nek van de buste

In 1461, bij het aantreden van Antonius Hanneron als proost van het Sint-Servaaskapittel, ontving de kerk een grote som geld van de enkele maanden tevoren gekroonde koning Lodewijk XI van Frankrijk, een achterneef van Lodewijk de Rijke. Het geld was bedoeld voor de bouw van een bedevaartskapel, de Koningskapel, ter ere van het wonder dat Hendrik de Rijke was overkomen. In 1483 schonk Lodewijk XI opnieuw een som geld ter betaling van een kapelaan, die zeven dagen per week in de kapel de mis moest opdragen. De schenkingen kunnen gezien worden als provocaties van de Franse koning aan het adres van de Bourgondische hertogen, die het in de tweeherige stad Maastricht voor het zeggen hadden: zowel de hertog van Brabant (Filips de Goede) als de bisschop van Luik (Lodewijk van Bourbon) waren Bourgondiërs. Omstreeks dezelfde tijd zou keizer Maximiliaan I, volgens het verslag van een pelgrim uit Delft in 1525, een smaragd ter waarde van "drie duzent guldens" geschonken hebben ter versiering van het borstbeeld. In de 'Franse' kapel, gebouwd naar het voorbeeld van de Sainte-Chapelle in Parijs, werd het borstbeeld, omhangen met het borstkruis, op gezette tijden uitgestald. De gotische kapel, gelegen aan het Vrijthof, aan de noordzijde van het koor, werd begin negentiende eeuw grotendeels afgebroken.
Ongeveer gelijktijdig met de bouw van de Koningskapel vond de vernieuwing in late Maasgotische stijl van de driearmige kloostergang (kruisgang) van de kerk plaats. In de oostelijke gang, tegenover de Dubbelkapel waar indertijd (en sinds 1982 opnieuw) de schatkamer gevestigd was, werden gebeeldhouwde kapitelen aangebracht met afbeeldingen van voorwerpen uit de schatkamer, waaronder het borstbeeld. Behalve het kapiteel bestaan er diverse andere, eveneens weinig gedetailleerde afbeeldingen van het oude borstbeeld, onder andere op enkele oude reliekentoningsformulieren en pelgrimstekens. Tot de jaren 1950 was een houtskooltekening van het beeld te zien in de grotten van Caestert. Deze is bij een instorting waarschijnlijk verloren gegaan. Op een foto van de tekening is te zien dat het borstbeeld geplaatst was op een altaar met romaanse zuiltjes en een drieledig retabel. De Maastrichtse humanist Matthaeus Herbenus vermeldde in zijn kroniek, die hij van circa 1590 tot 1620 bijhield, dat het borstbeeld in zijn tijd (opnieuw) met edelstenen werd versierd.

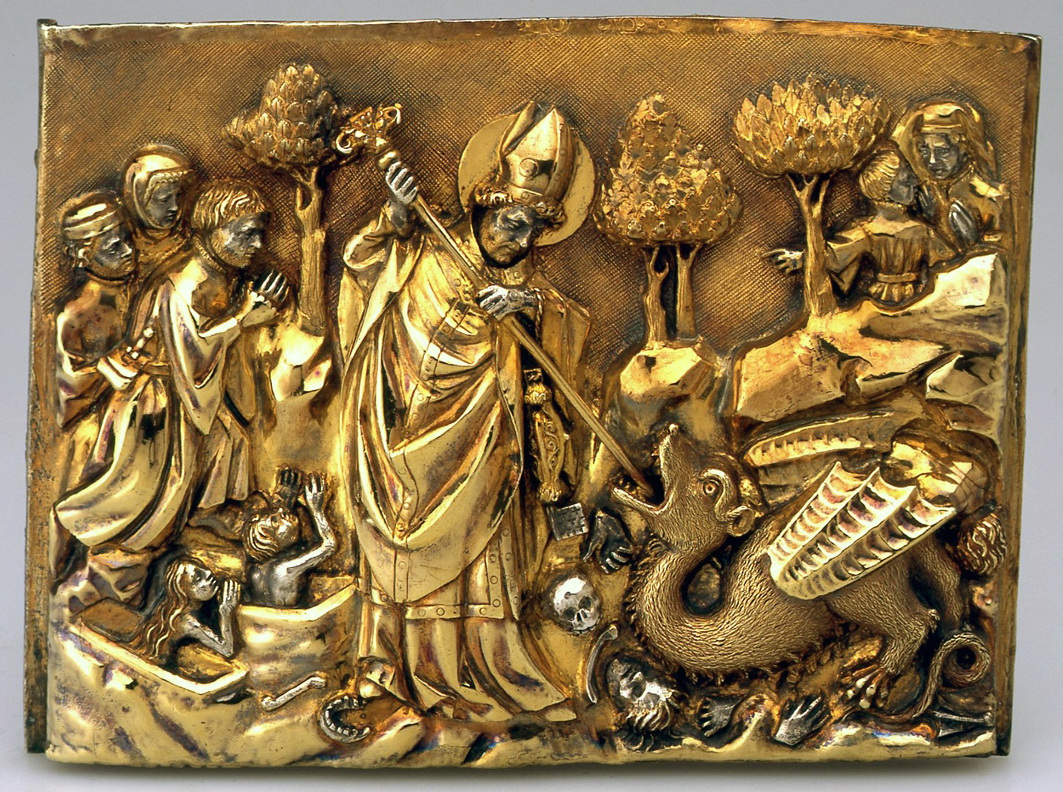
Restant van het voetstuk van de originele buste: Sint-Servaas doodt de draak

Tijdens de zevenjaarlijkse heiligdomsvaarten werd het borstbeeld dagelijks vanaf de dwerggalerij van de apsis aan de verzamelde menigte op het Vrijthof getoond. Bij meer private reliekentoningen werd de mijter van het borstbeeld weggenomen of neergeklapt, waardoor het reliek zelf zichtbaar werd. Vanaf 1567 mocht de buste vanwege zijn kwetsbaarheid niet vaker dan tweemaal per jaar deelnemen aan processies.
Op 29 juni 1579, aan het einde van het Beleg van Maastricht, werd de stad ingenomen door de troepen van Alexander Farnese, de latere hertog van Parma. Omdat de stad zich was blijven verzetten, ook nadat overgave was aangeboden, mochten de soldaten van het Leger van Vlaanderen volgens het geldende krijgsrecht drie dagen plunderen. Naar schatting 80% van het garnizoen en 5-10% van de bevolking kwam tijdens het beleg en de plunderingen om het leven. Waarschijnlijk werd toen ook het borstbeeld van Sint-Servaas vernield.
Van het oorspronkelijke borstbeeld resteren, behalve een deel van het hoofd van het huidige beeld, acht bewerkte plaquettes met scènes uit het leven van de heilige. De zilveren plaatjes maakten ooit deel uit van het voetstuk van het beeld en bevinden zich tegenwoordig in het Museum für Kunst und Gewerbe in Hamburg. Het is niet duidelijk hoe ze de plundering door de koninklijke troepen hebben kunnen doorstaan en waar ze verbleven, voordat ze in 1883 via een Brusselse handelaar door het Hamburgse museum werden aangekocht.

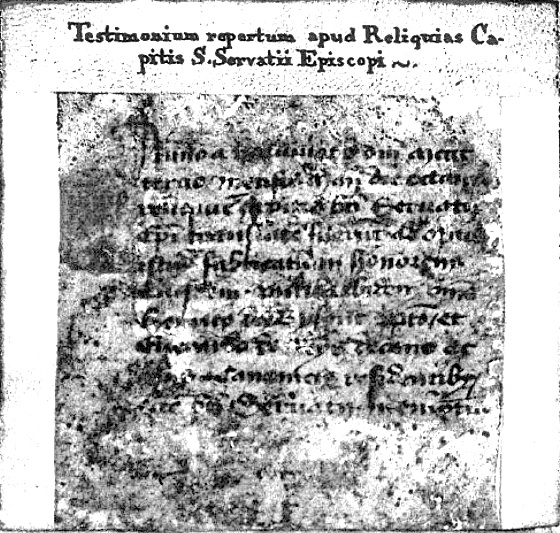
Cedula (reliekencertificaat) uit de Servaasbuste, gedateerd 8 mei 1403[noot 5]
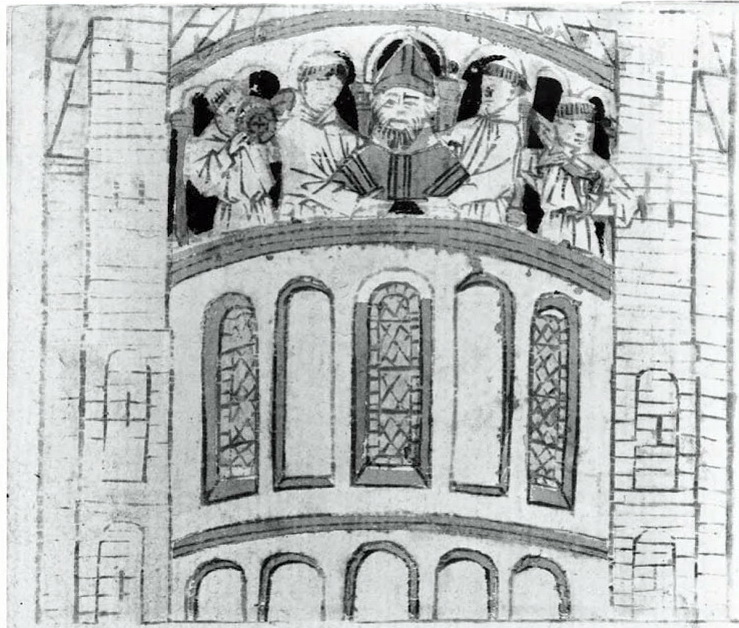
Toning tijdens de heiligdomsvaart (Blokboek van Sint-Servaas, ca. 1460)
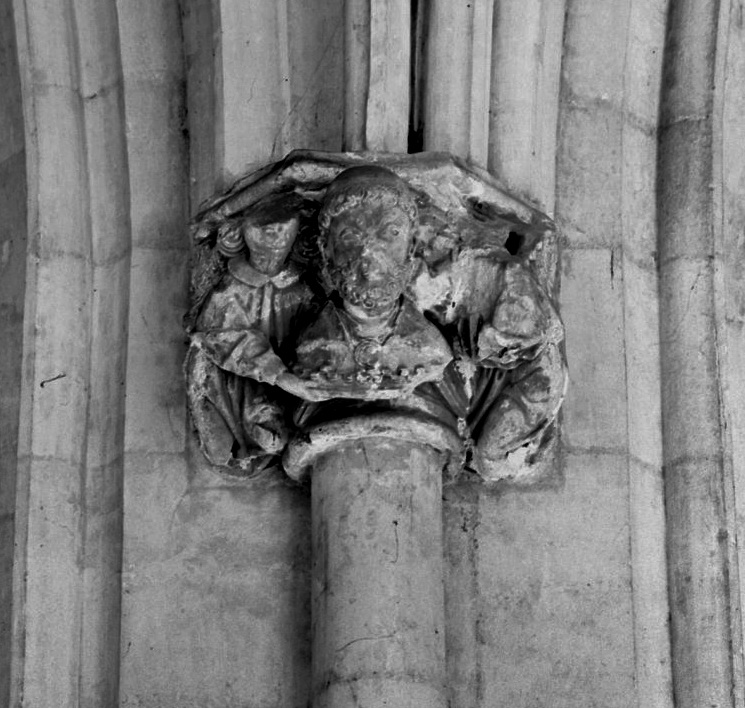
Engelen tonen het borstbeeld (kapiteel kruisgang, eind 15e eeuw)
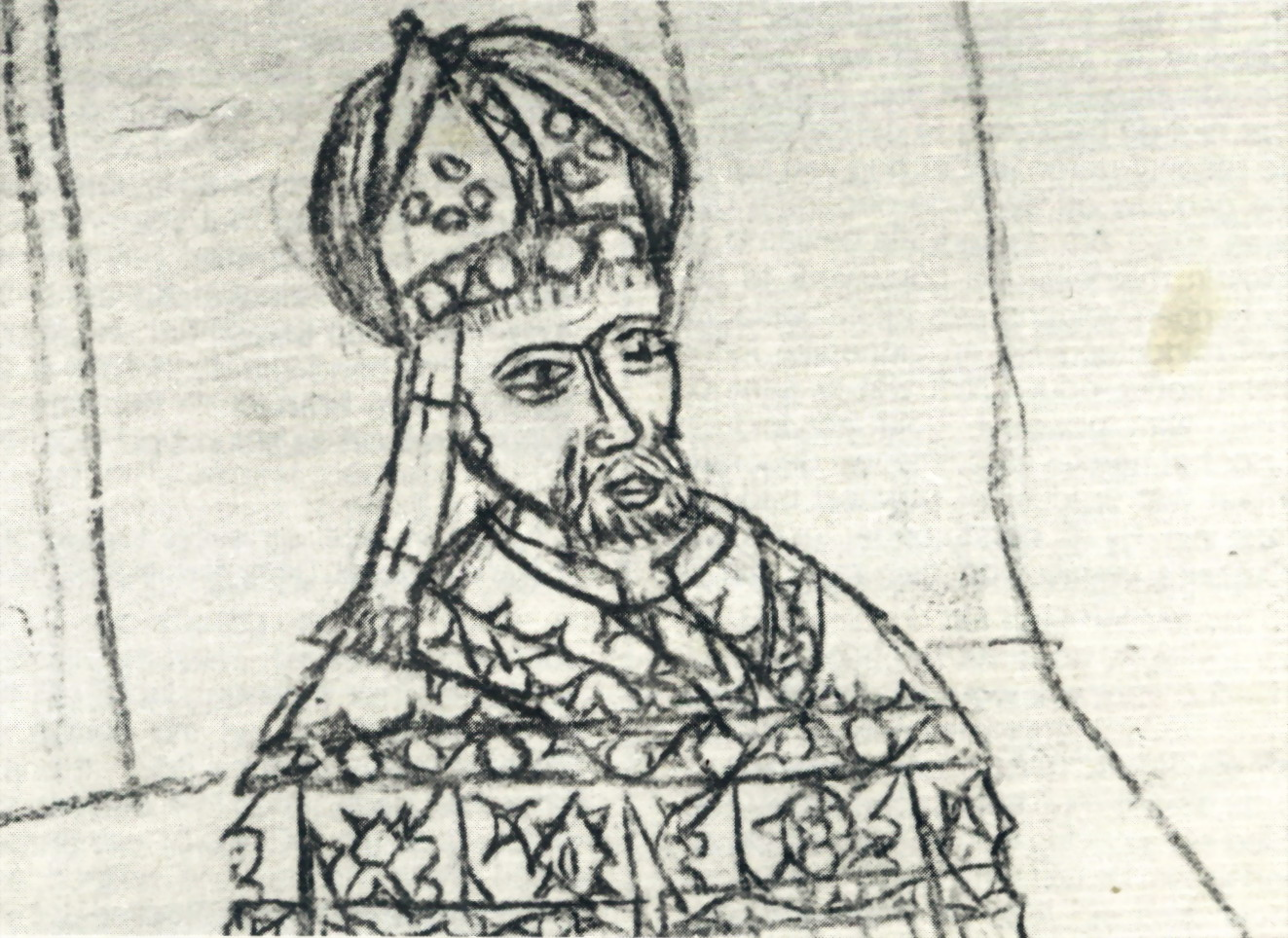
Detail houtskooltekening, voorheen in de grotten van Caestert (eind 15e eeuw)

### Het vernieuwde borstbeeld uit circa 1580
Het huidige borstbeeld van Sint-Servaas dateert grotendeels van kort na 1579, toen de overgebleven delen van het oude beeld op kosten van de hertog van Parma werden verwerkt tot een nieuwe buste. Het bewaard gebleven deel van de kop werd gerestaureerd en de schouderpartij en bisschopsmijter werden geheel vernieuwd. Op de achterkant van het beeld liet Parma zijn wapenschild aanbrengen. Het is niet bekend of en ik welke staat het oude voetstuk bewaard was gebleven. Het vernieuwde beeld was op zijn laatst in 1587 hersteld, want in dat jaar werd het alweer meegedragen in een processie.
De devotie voor de nieuwe reliekbuste was in de zeventiende en achttiende eeuw niet wezenlijk anders dan daarvoor, maar er kwamen in deze periode aanzienlijk minder pelgrims naar de stad van Sint-Servaas. Na de verovering van Maastricht door Frederik Hendrik was het niet langer toegestaan om processies buiten de claustrale singel te houden. Heiligdomsvaarten waren verboden en reliekentoningen vonden nog maar zelden plaats en dan alleen in de kerk. Op Sint-Servaasdag (13 mei), op Sacramentsdag en op het kerkwijdingsfeest (9 september) werd een processie met het borstbeeld gehouden circa atrium, rond het Vrijthof. Op deze en andere dagen werd het beeld op een bankje op het hoogaltaar geplaatst. Of het eerder besproken borstkruis van Sint-Servaas in deze periode nog om de nek van de Servaasbuste werd gehangen, is niet duidelijk. In de Akense Dom was dit tot de zeventiende eeuw wel het geval met de 'Karlsbuste' en een soortgelijk reliekenkruisje. Het borstbeeld werd ook in deze tijd afgebeeld in pelgrimsboekjes en op toningsformulieren, die als souvenir aan de pelgrims werden aangeboden.

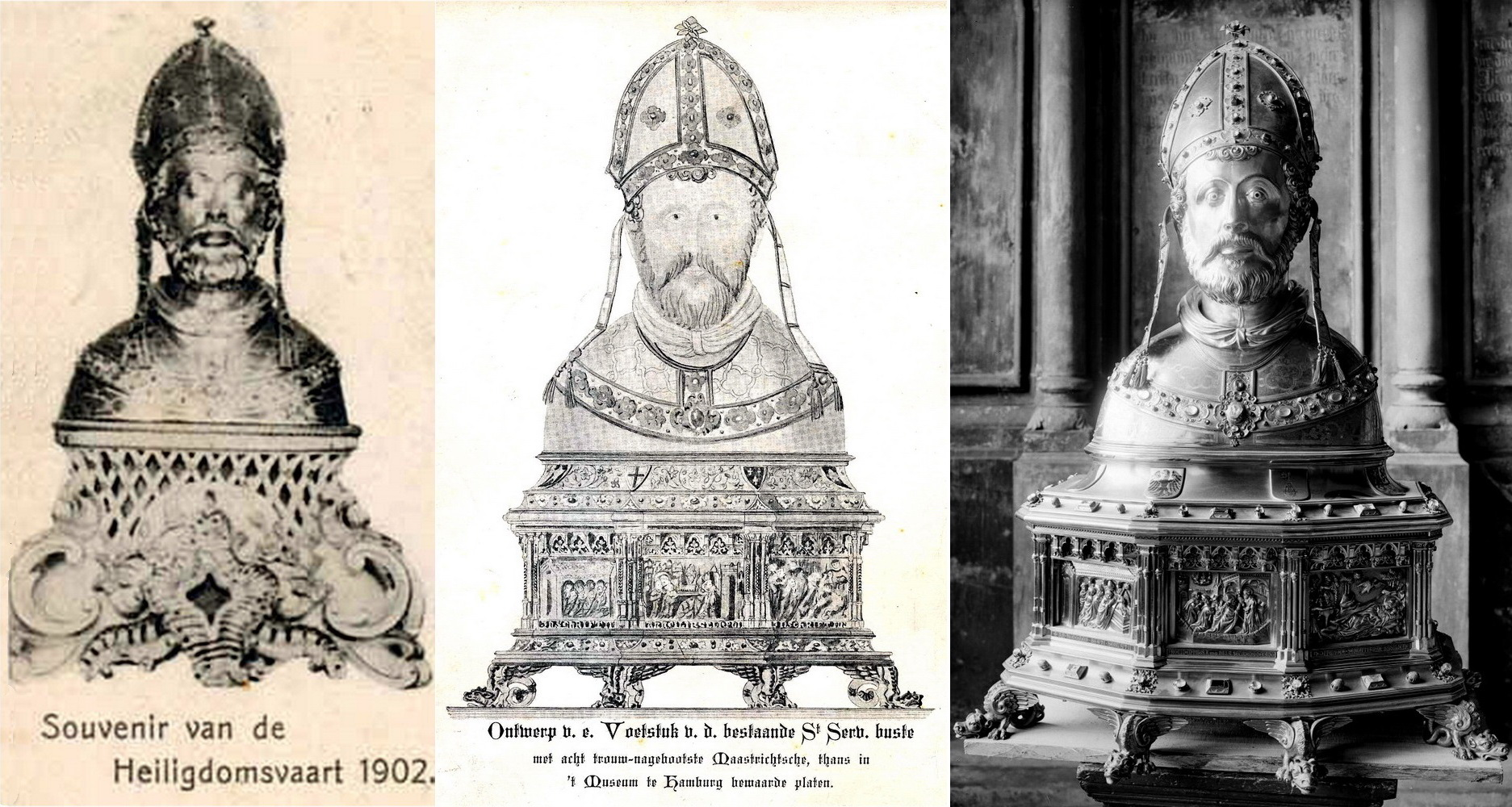
Links: buste met barok voetstuk, 1902. Midden: ontwerp van nieuw voetstuk, ca. 1908. Rechts: buste met nieuw voetstuk, 1917

Na de inlijving van Maastricht bij de Eerste Franse Republiek in 1794, ging het kapittel moeilijke jaren tegemoet, waarin de schatkamer door de zware oorlogsheffingen grote verliezen leed. In 1797 werd de kerk gesloten en het kapittel definitief geheven. Slechts een klein deel van de kerkschatten, waaronder de Sint-Servaasbuste, kwam deze periode ongeschonden door. Mogelijk is het voetstuk, voor zover dat nog bestond, in deze tijd omgesmolten en zijn de zilveren plaquettes toen verkocht. Een belangrijk keerpunt in de herwaardering van de kerkschat was de publicatie in 1872 van een uitgebreide studie door de Akense kanunnik Franz Bock en de Maastrichtse kapelaan en schatbewaarder Michaël Willemsen. Deze publicatie, alsmede de herinrichting van de schatkamer in dezelfde periode, werden gesponsord door de Maastrichtse industrieel Petrus (I) Regout.
Bij Bock & Willemsen wordt het borstbeeld zonder voetstuk afgebeeld. Op oude foto's is te zien dat de buste omstreeks 1900 getoond werd op een barok, waarschijnlijk neobarok voetstuk. In 1908 gaf het kerkbestuur van de Sint-Servaasparochie opdracht aan de Akense edelsmid August Witte om een nieuw voetstuk te maken voor de reliekbuste, waarbij Witte de acht Hamburgse reliëfs getrouw diende te kopiëren en integreren in het ontwerp. Het ontwerp van het voetstuk kwam tot stand in samenspraak met de architect Pierre Cuypers en de Maastrichtse kunstbeschermer Victor de Stuers. Witte restaureerde tevens de bestaande buste.
In 2023 bleek een nieuwe restauratie noodzakelijk, waardoor de reliekbuste dat jaar niet kon deelnemen aan de jaarlijkse Sint-Servaasprocessie. In afwachting daarvan verhuisde het beeld naar het restauratieatelier van de SRAL in de Wiebengahal. Voorafgaand aan de restauratie werd ook het schedelreliek onderzocht en mogelijk gedateerd. In 2024 keerde het borstbeeld terug naar een vernieuwde vitrine in de schatkamer. Op 19 mei 2024 zal de Servaasbuste weer deelnemen aan de Sint-Servaasprocessie.

## Kunsthistorische beschrijving
Het borstbeeld van Sint-Servaas is een verguld zilveren portretbuste, voorstellende de heilige Servatius van Maastricht. Het beeld bestaat uit vier losse delen: de mijter, de schedelkap met het reliek, het borstbeeld zelf (hoofd en schouders) en het later toegevoegde voetstuk.

### Buste
De portretbuste van de heilige is gemaakt van gedreven en geciseleerd roodkoper, de huidgedeelten zijn verzilverd en de kleding- en haardetails (snor, baard, wenkbrauwen en hoofdhaar) verguld. Het verguldsel en verzilversel zijn plaatselijk sterk afgesleten. De oogpupillen zijn van blauw en zwart emaille. Het hoofd van de heilige is aan de bovenzijde nagenoeg recht afgesneden, waarop de verguld koperen mijter aansluit. Onder de mijter bevindt zich een losse, verguld zilveren schedelkap met een rond glazen kijkgat, waaronder het schedelreliek is te zien. Bij de opening van de buste omstreeks 1670 werd een cedula (echtheidsverklaring) aangetroffen, een stukje perkament, waarop vermeld staat dat dit schedelfragment op 8 mei 1403 in het beeld is geplaatst. De cedula werd in de negentiende eeuw uit het beeld verwijderd en wordt apart bewaard in de schatkamer. De zilveren schedelkap is mogelijk een overblijfsel van het borstbeeld uit 1403. De mijter en de schouderpartij met pallium zijn voorzien van gegraveerde banden die bezet zijn met edelstenen. Aan de achterkant is het wapen van de hertog van Parma te herkennen. De hoogte van het borstbeeld met mijter (zonder voetstuk) bedraagt 65,6 cm, de breedte is 51 cm.

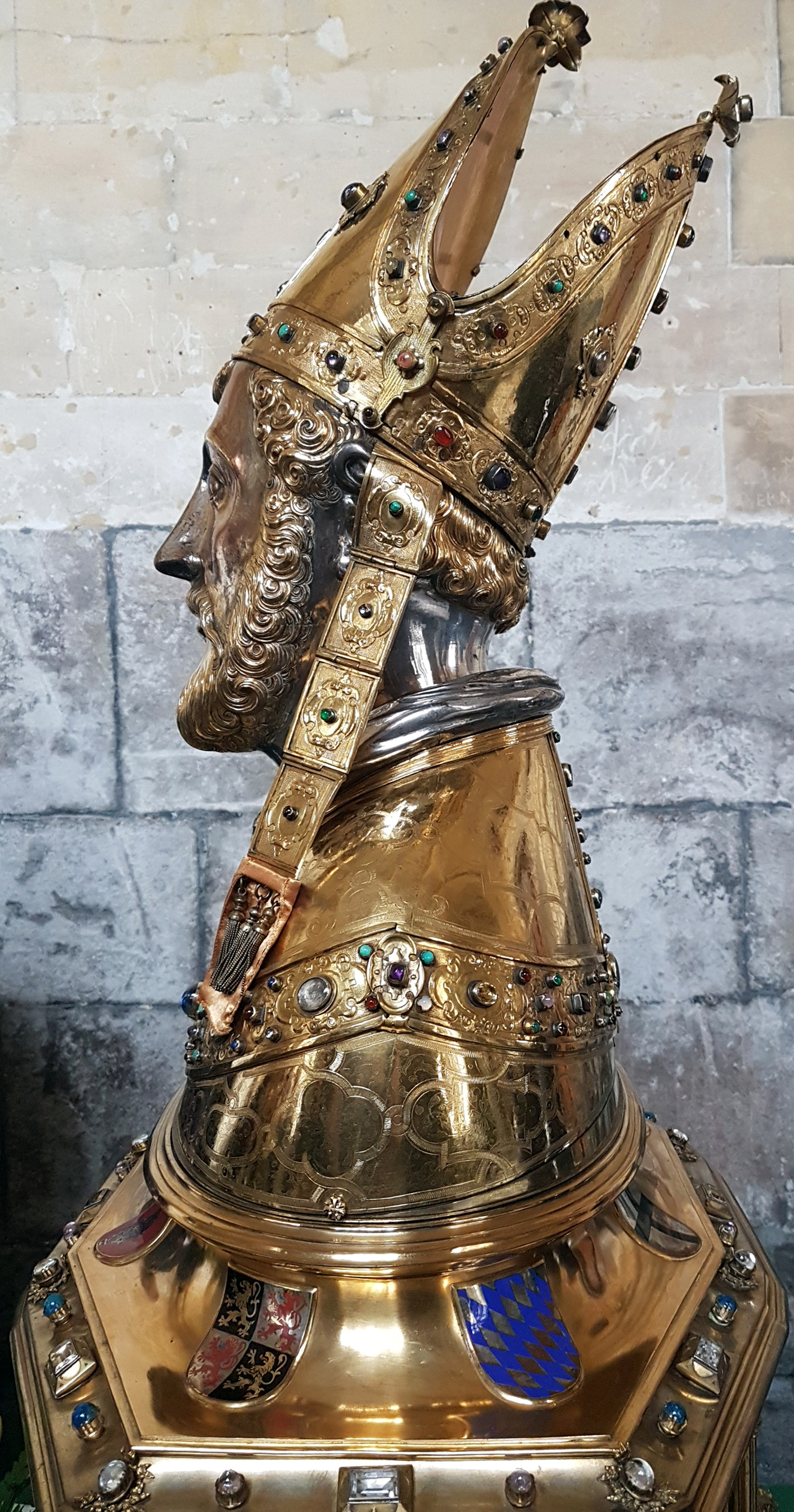
Zijaanzicht
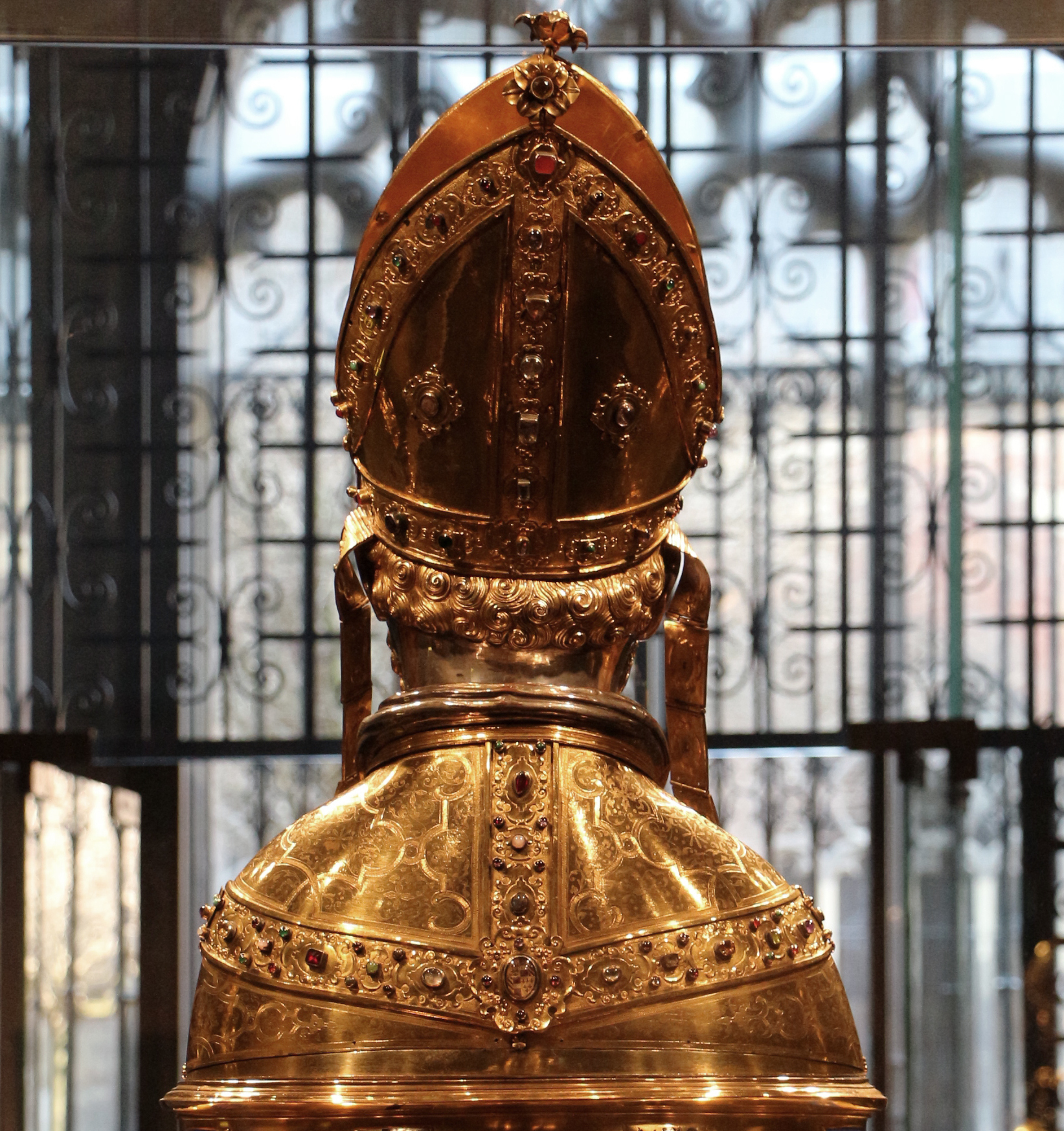
Achteraanzicht
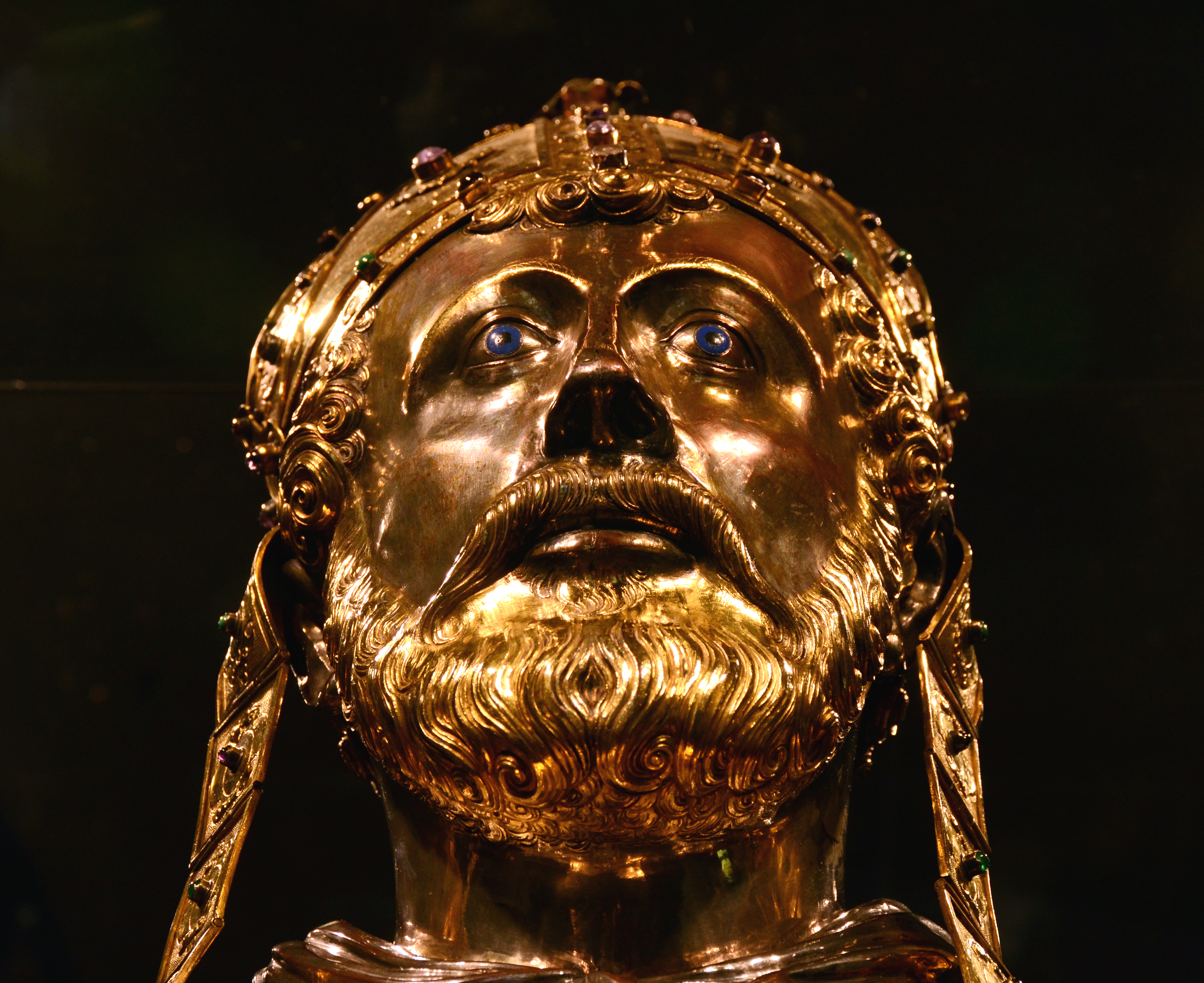
Detail: gezicht
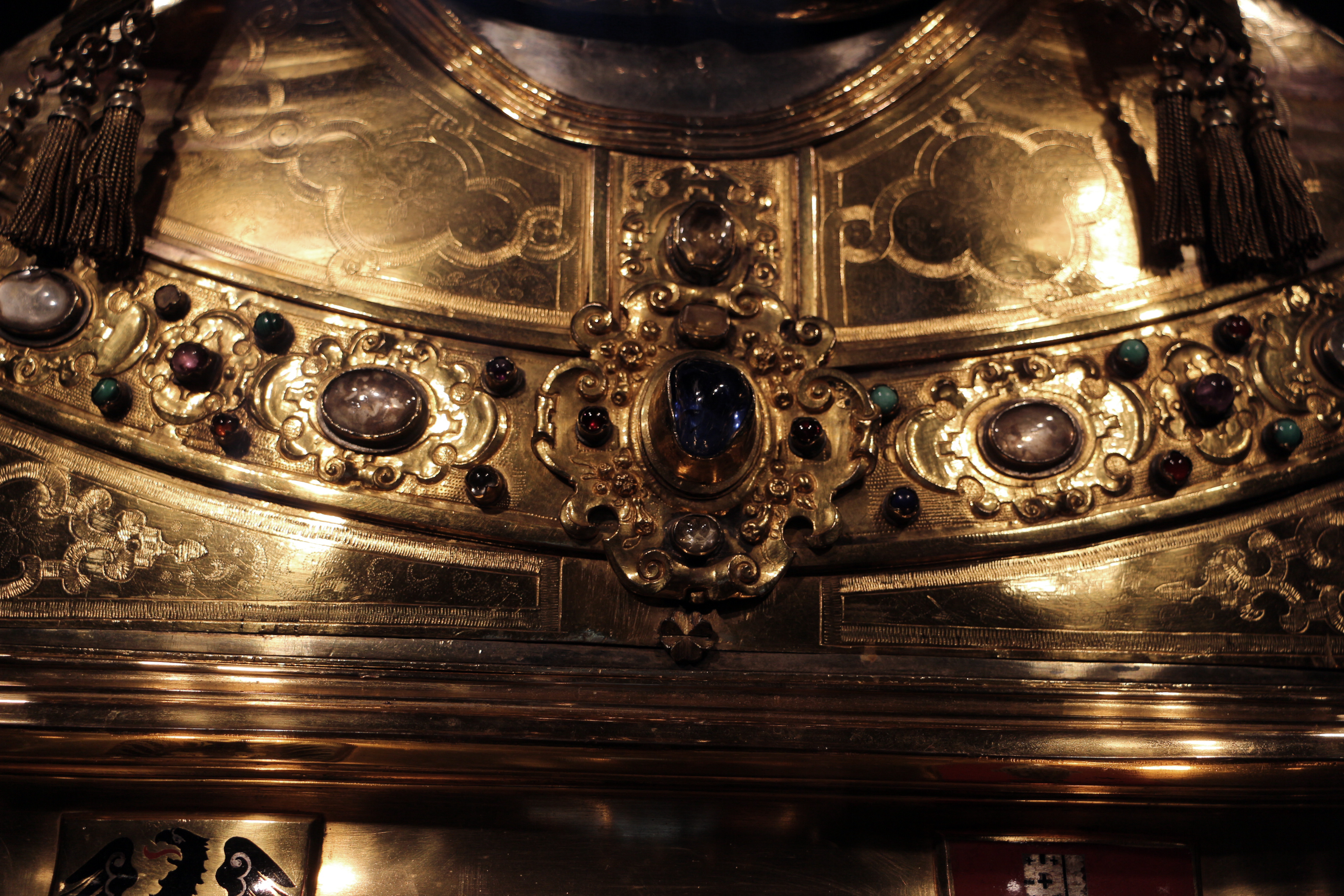
Detail: pallium

### Voetstuk
Het 35 cm hoge neogotische voetstuk uit 1908 is door de Akense edelsmid August Witte gemaakt van verzilverd koper, versierd met emaille en edelstenen. Het voetstuk rust op acht pootjes met gevleugelde draken. Op de onderrand van de sokkel staat een Latijnse tekst, die de totstandkoming van het voetstuk memoreert. Langs de bovenrand zijn acht wapenschildjes aangebracht van personen en instellingen, waarvan men meende dat ze in de geschiedenis van het beeld een rol hadden gespeeld.

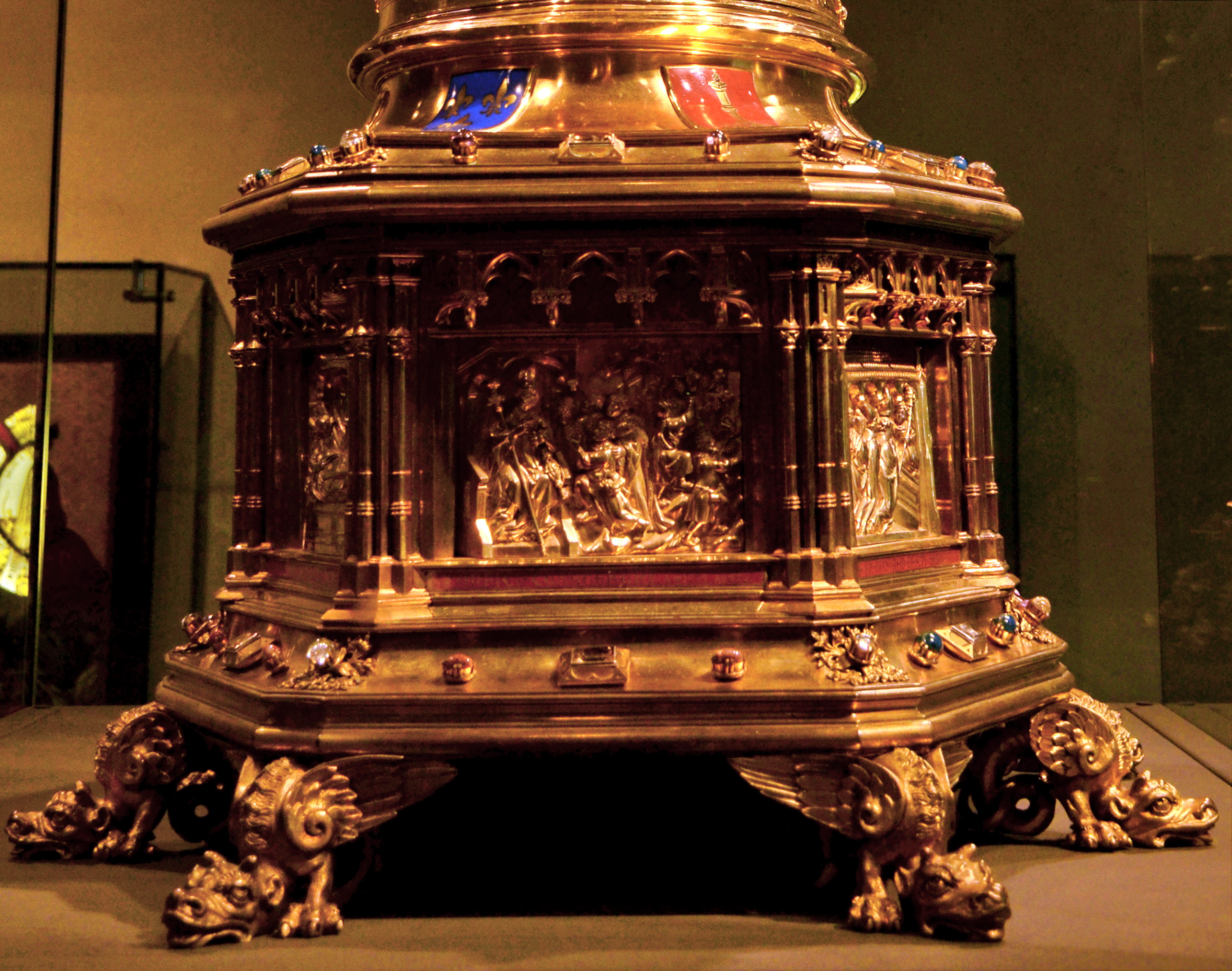
Zijaanzicht
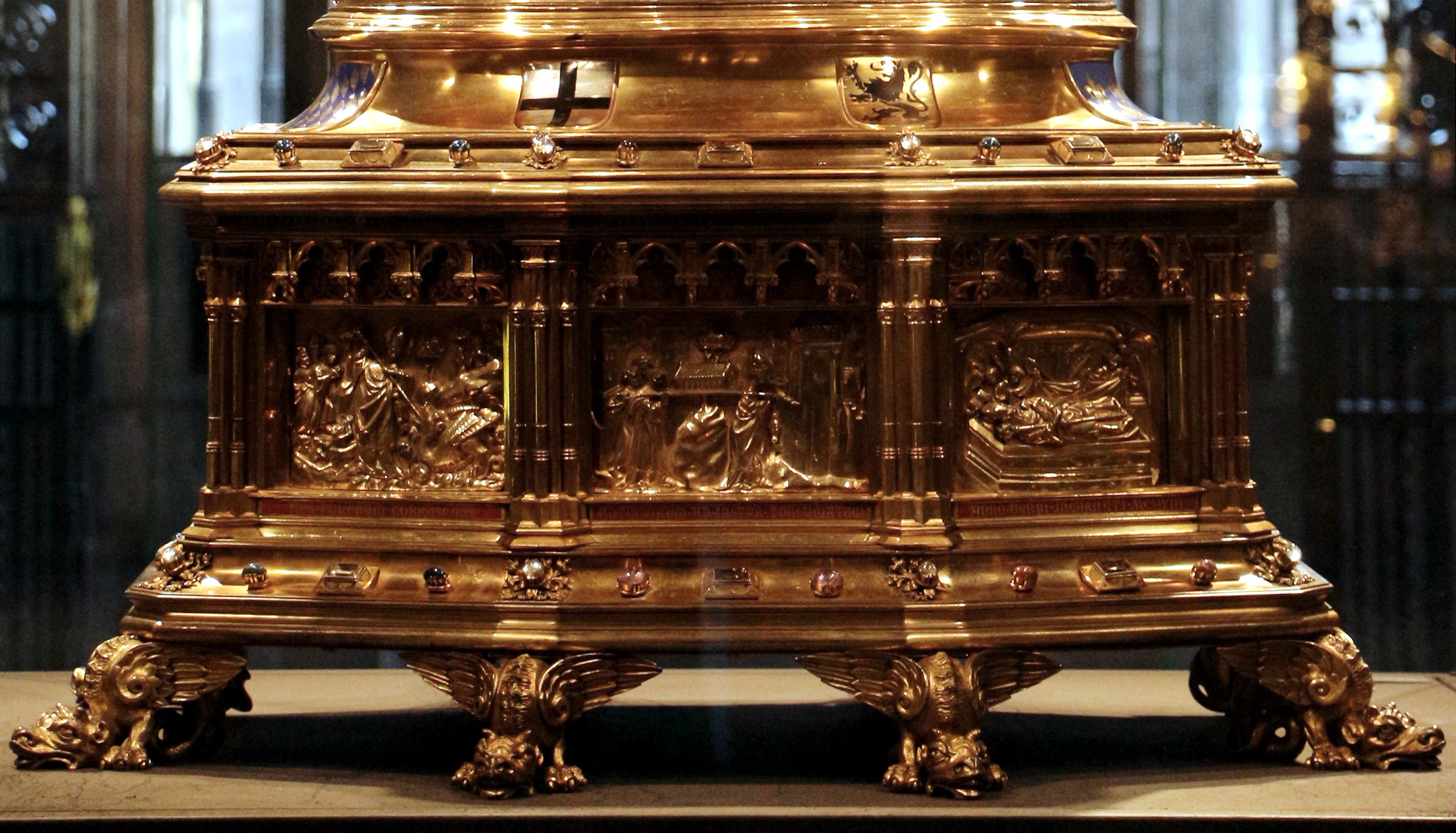
Achteraanzicht
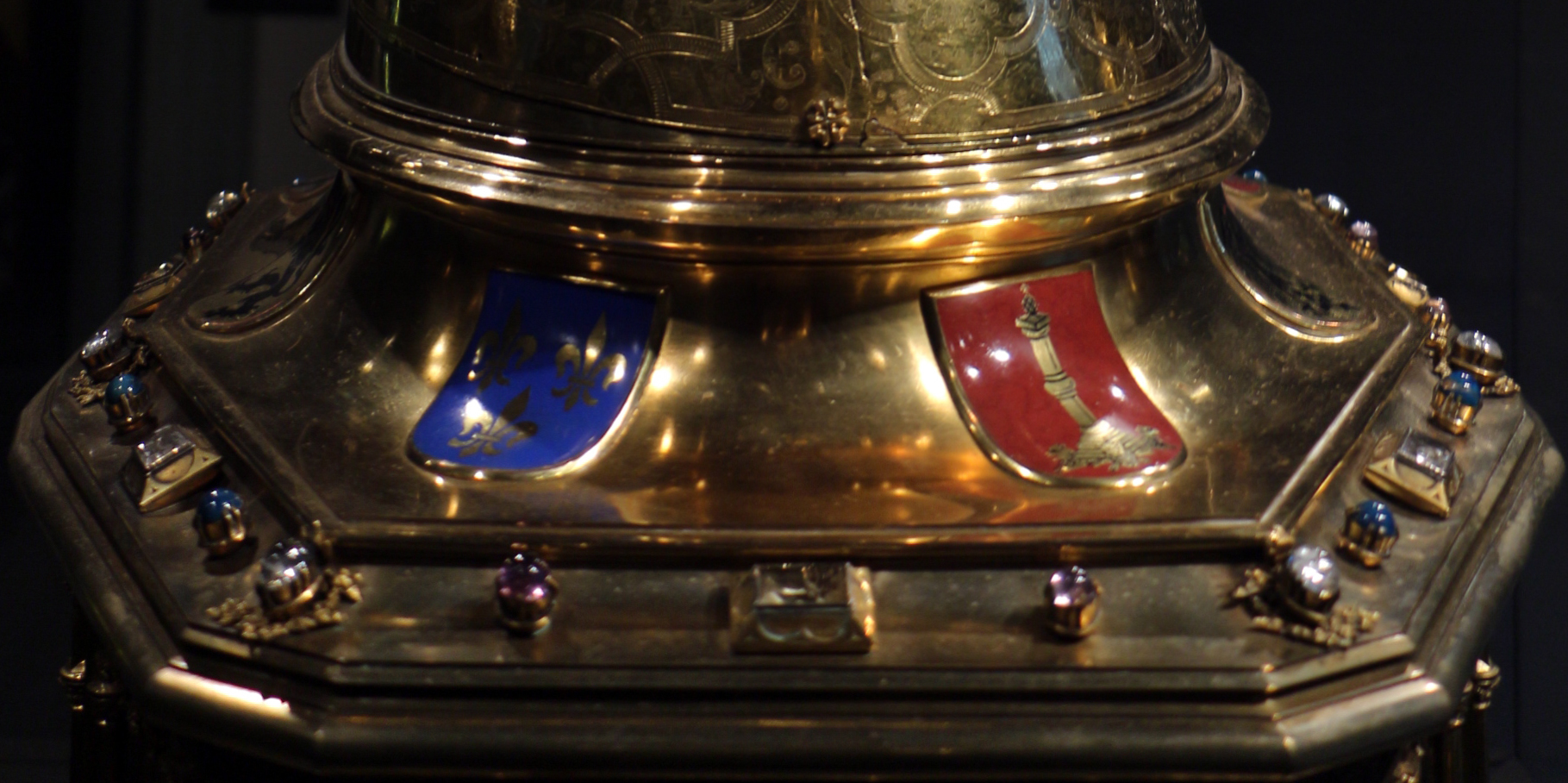
Detail: wapenschildjes
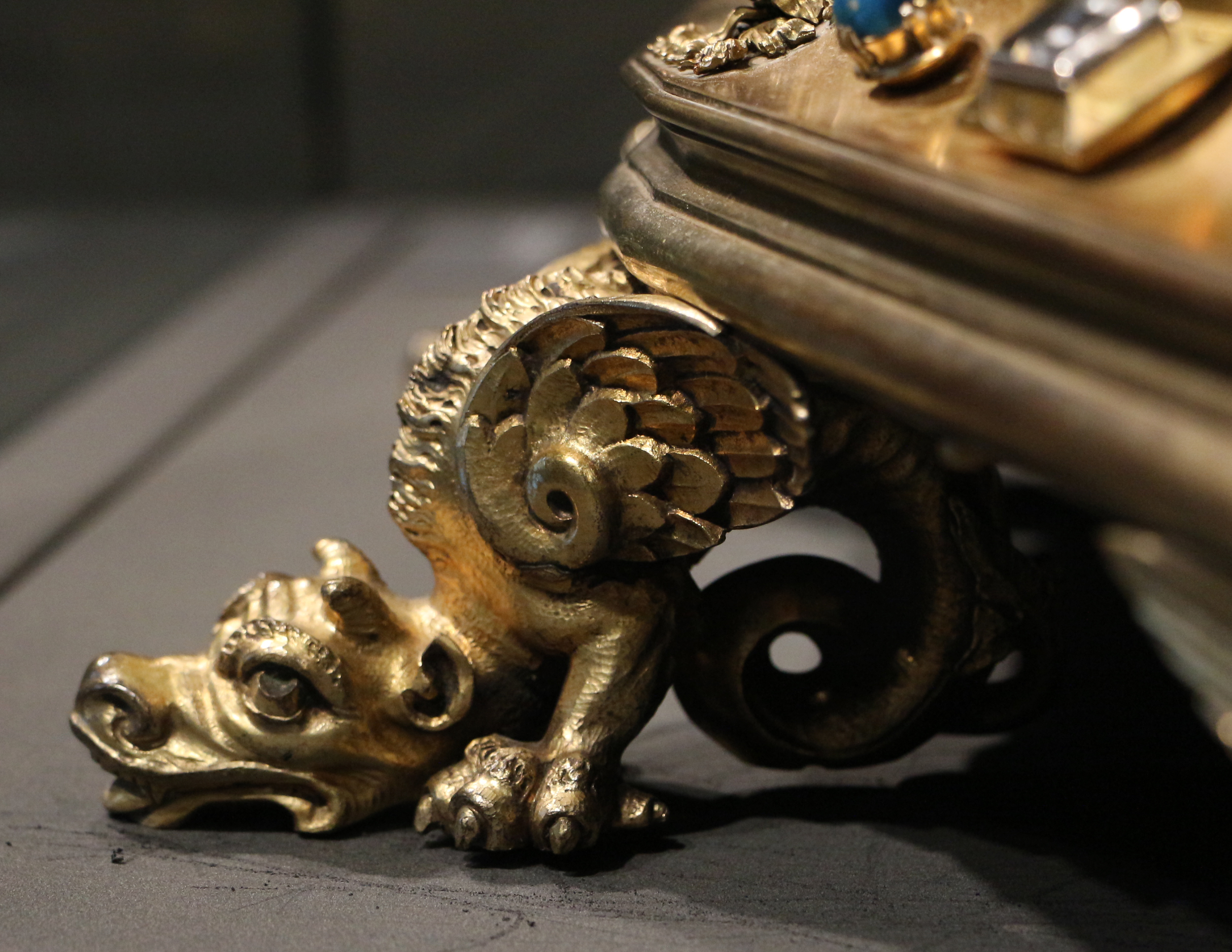
Detail: gevleugelde draak

### Plaquettes
De Luikse kunsthistoricus (en schilder) Jules Helbig was in 1890 de eerste die publiceerde over de acht verguld zilveren plaquettes, die het Hamburgse Museum für Kunst und Gewerbe enkele jaren eerder had weten te verwerven. Helbig vermoedde dat de maker een lokaal kunstenaar was, gezien de getrouwe weergave van de "Servatiana" (o.a. de pelgrimsstaf en de sleutel van Sint-Servaas). Helbig legde tevens een verband met de houtsnedes in het Blokboek van Sint-Servaas (Koninklijke Bibliotheek, Brussel), eveneens met scènes uit de legende van Sint-Servaas. Hij ging echter niet zover als de toenmalige conservator van de Brusselse bibliotheek, Ch. Reulens, die de houtsnedes aan Jan van Eyck toeschreef. Tegenwoordig wordt aangenomen dat het Blokboek uit circa 1460 dateert, ruim een halve eeuw na de totstandkoming van de reliëfs. Wel kan gesteld worden dat de iconografie van Sint-Servaas omstreeks 1400 vastlag (zie: Doksaal van de Sint-Servaasbasiliek#Iconografie) en zich in de eeuwen daarna nauwelijks ontwikkelde. De reliëfs tonen acht scènes uit de Sint-Servaaslegende, te weten:
1. een engel overhandigt de bisschopsstaf en mijter aan Sint-Servaas;
2. Sint-Servaas ontvangt de hemelsleutel van Petrus;
3. Servaas doodt met zijn pelgrimsstaf een draak;
4. Servaas doet met zijn pelgrimsstaf een bron ontspringen en ontvangt een drinkbeker van een engel;
5. een adelaar beschermt Servaas tegen de felle zon;
6. Servaas verlaat Tongeren en brengt de relieken van zijn voorgangers over naar Maastricht;
7. Servaas overlijdt te Maastricht;
8. Servaas straft enkele druivendieven.

De originele, in Hamburg bewaard gebleven plaquettes zijn gemaakt van zilver. Op de handen en gezichten van de figuren na, zijn deze verguld. De individuele plaatjes meten 13,8 x 10,7 cm en zijn circa 2,5 cm dik. August Witte verwerkte in 1908 verguld koperen kopieën van deze plaquettes in de nieuwe sokkel.

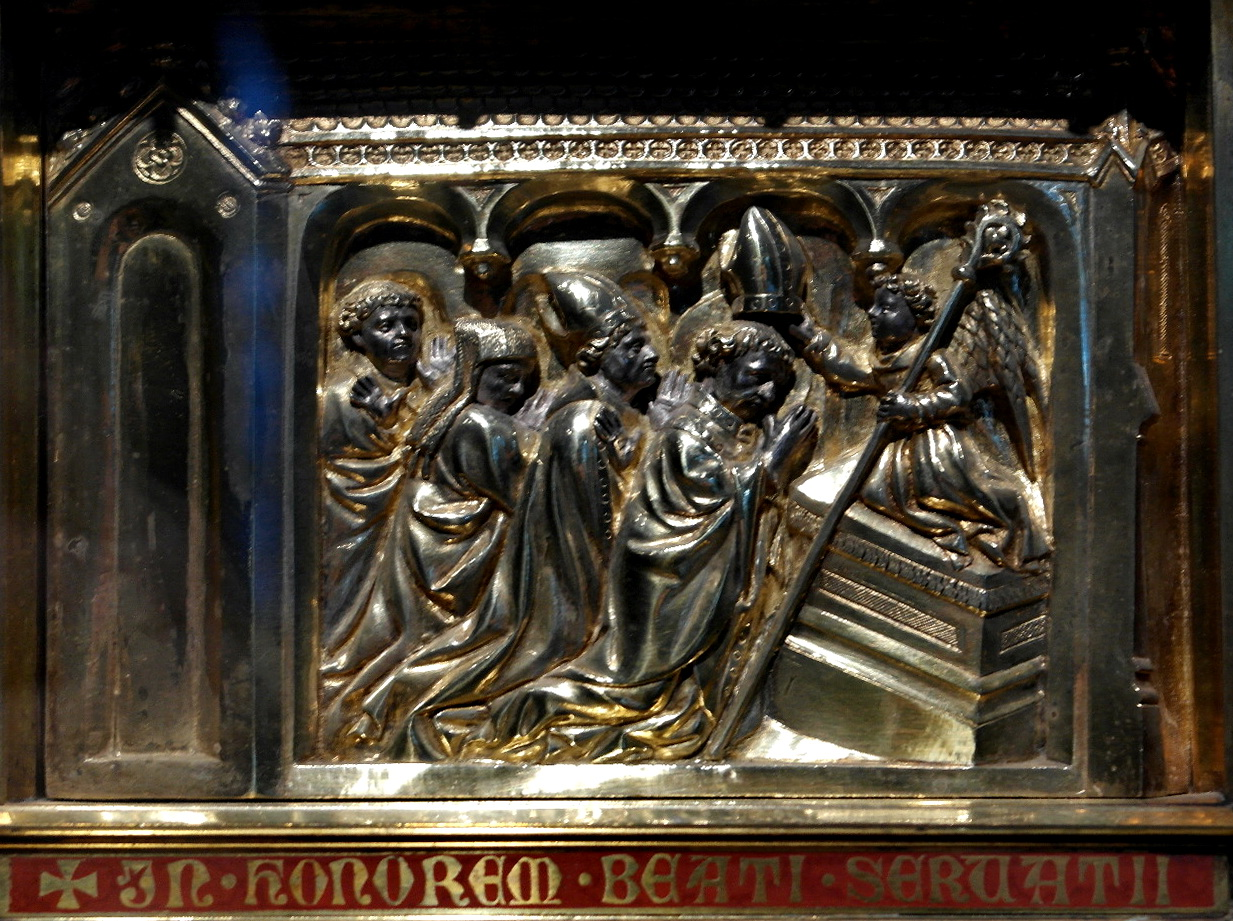
Reliëf voetstuk (1908): scène 1
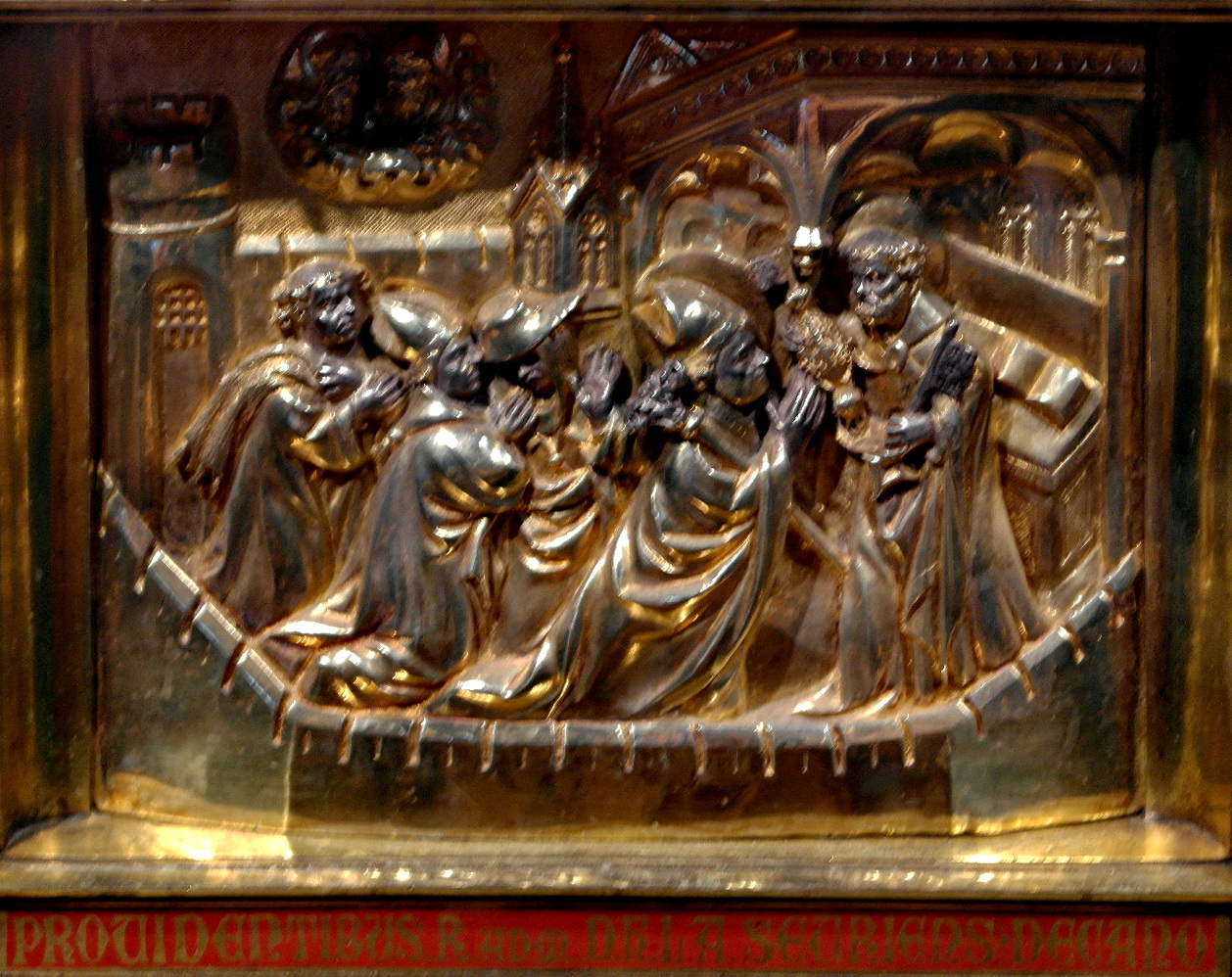
Idem: scène 2
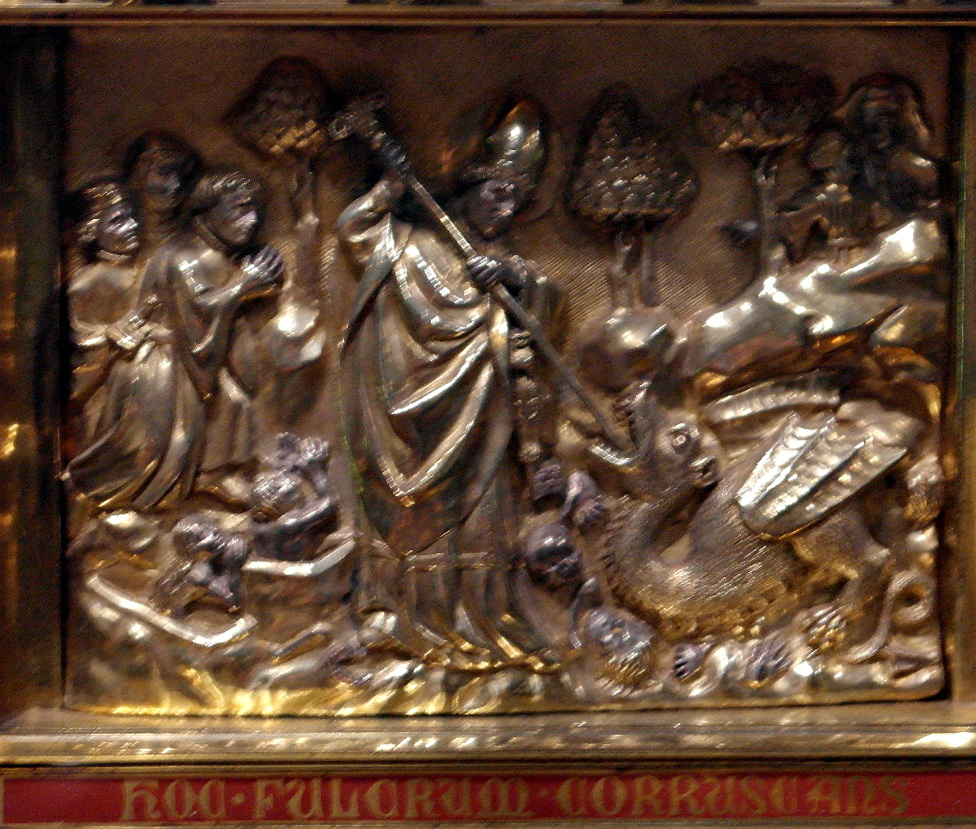
Idem: scène 3
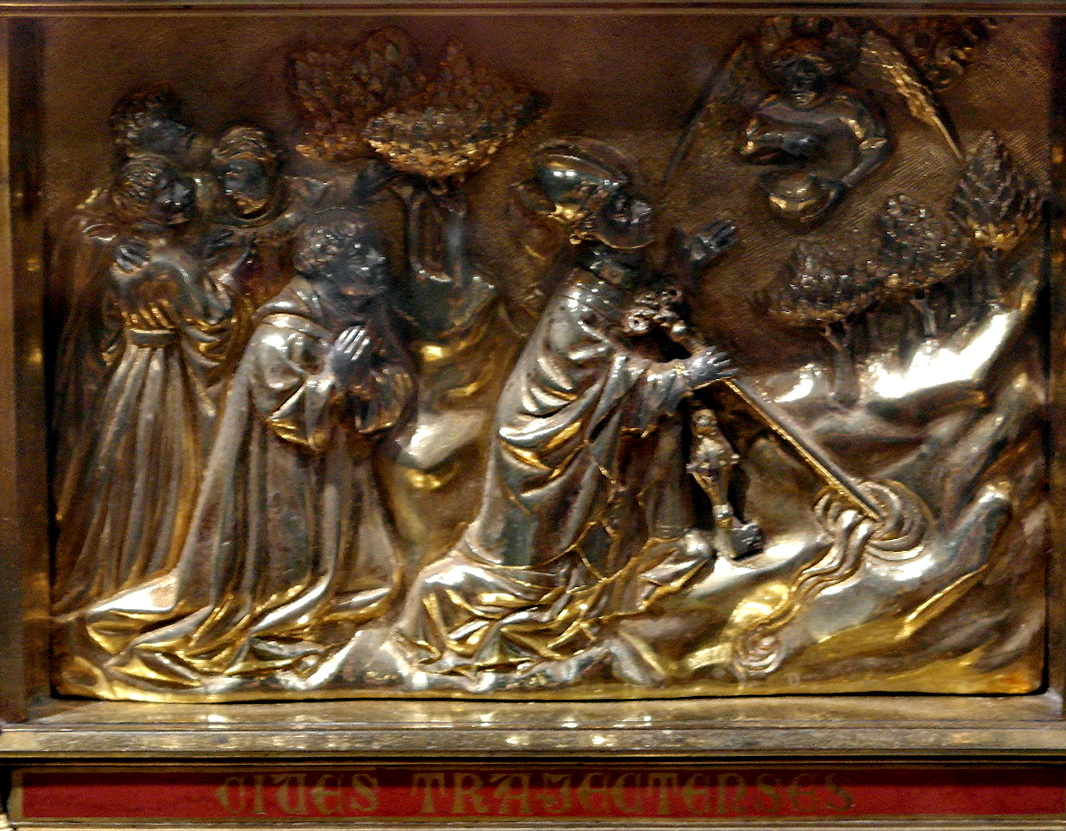
Idem: scène 4
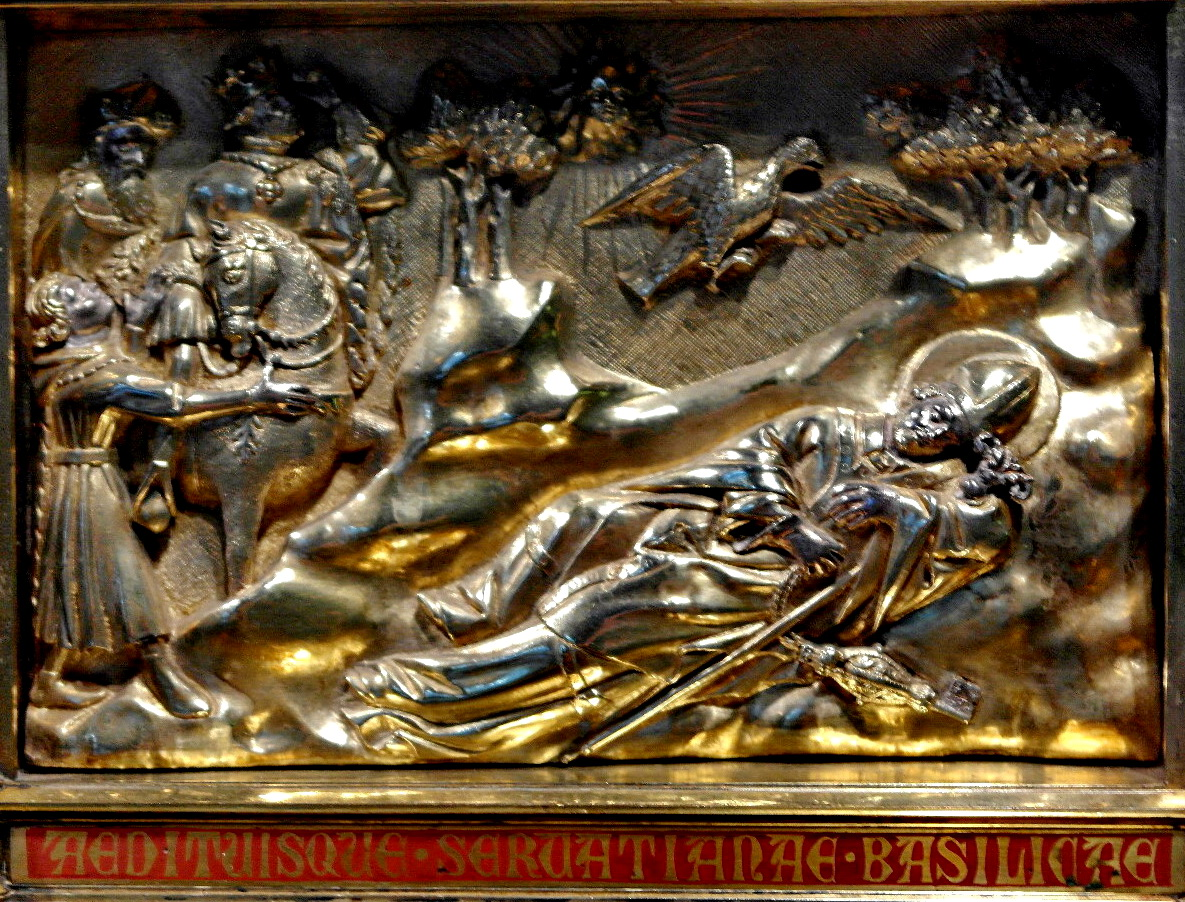
Idem: scène 5
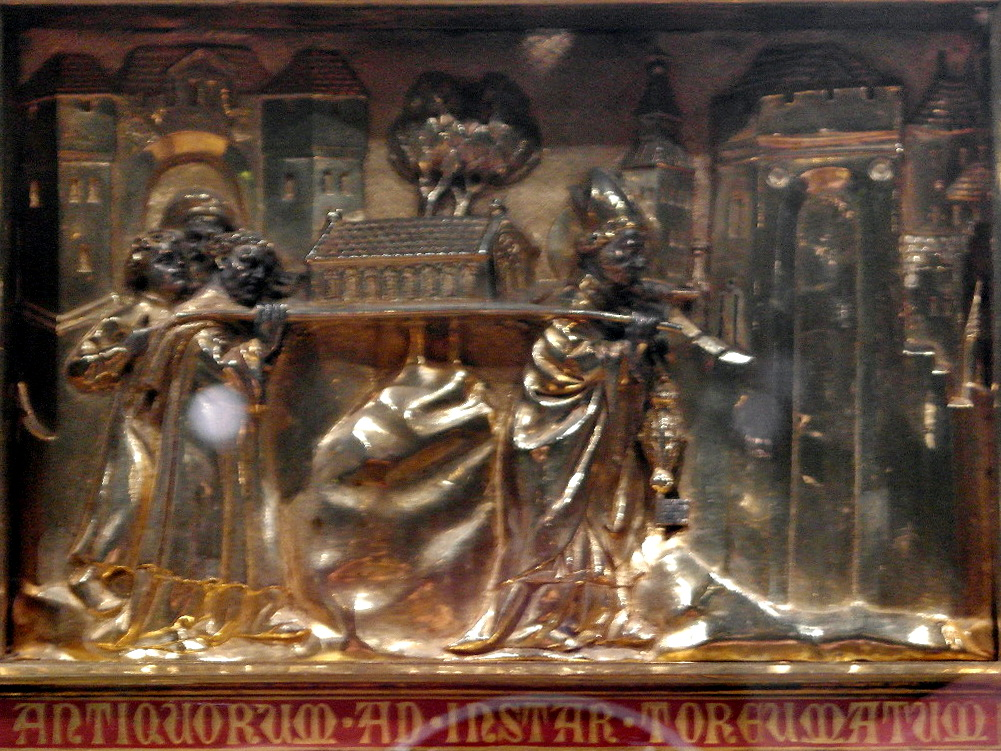
Idem: scène 6
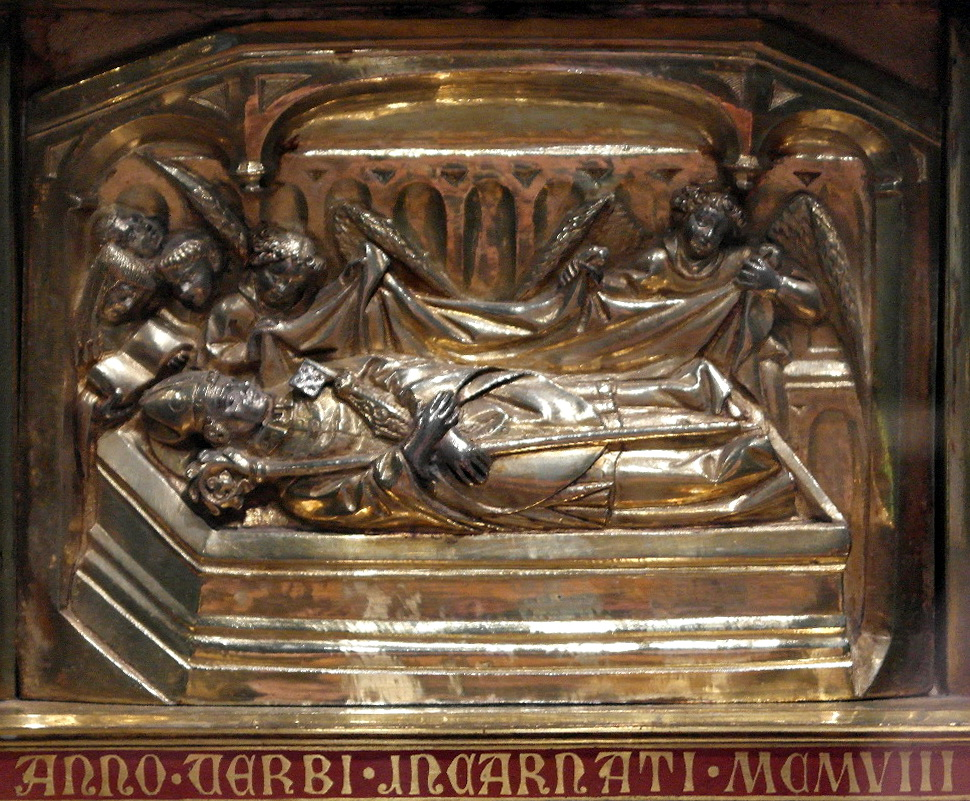
Idem: scène 7
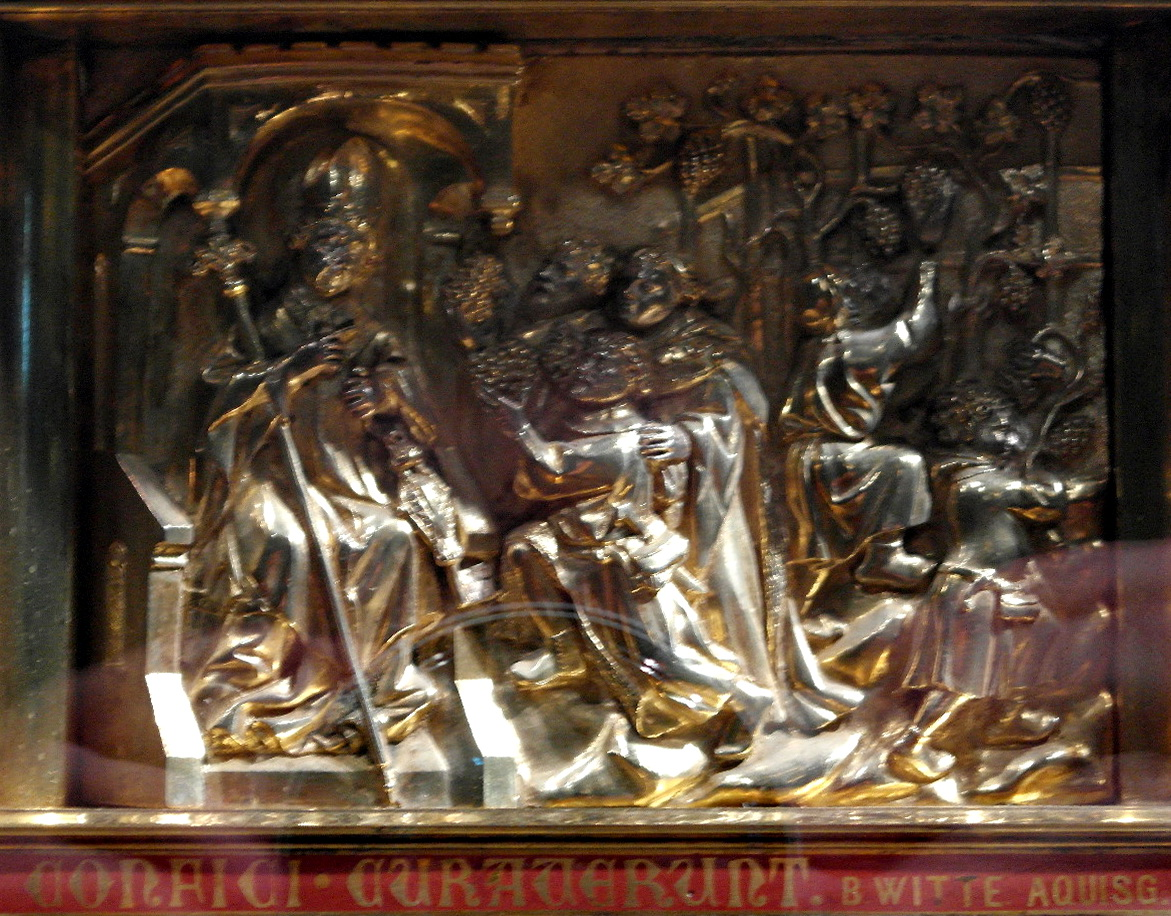
Idem: scène 8

## Religieuze en symbolische betekenis
Als eerstegraads relikwie van de heilige bisschop, stond de Servaasbuste (samen met de Noodkist) hoger aangeschreven dan de Servatiana (tweedegraads relieken) en de hemelse doeken (derdegraads). De oudste vermelding van liturgisch gebruik van het borstbeeld is de eerder vermelde Vrijthofprocessie op het feest van de Triomf van Sint-Servaas. Een hoogtepunt voor de pelgrims moet het moment zijn geweest dat de mijter van het beeld werd verwijderd en het schedelfragment zichtbaar werd. Tijdens de heiligdomsvaart van Maastricht behoorde de Servaasbuste tot de selecte groep van voorwerpen die bij de reliekentoning op het Vrijthof getoond werden.

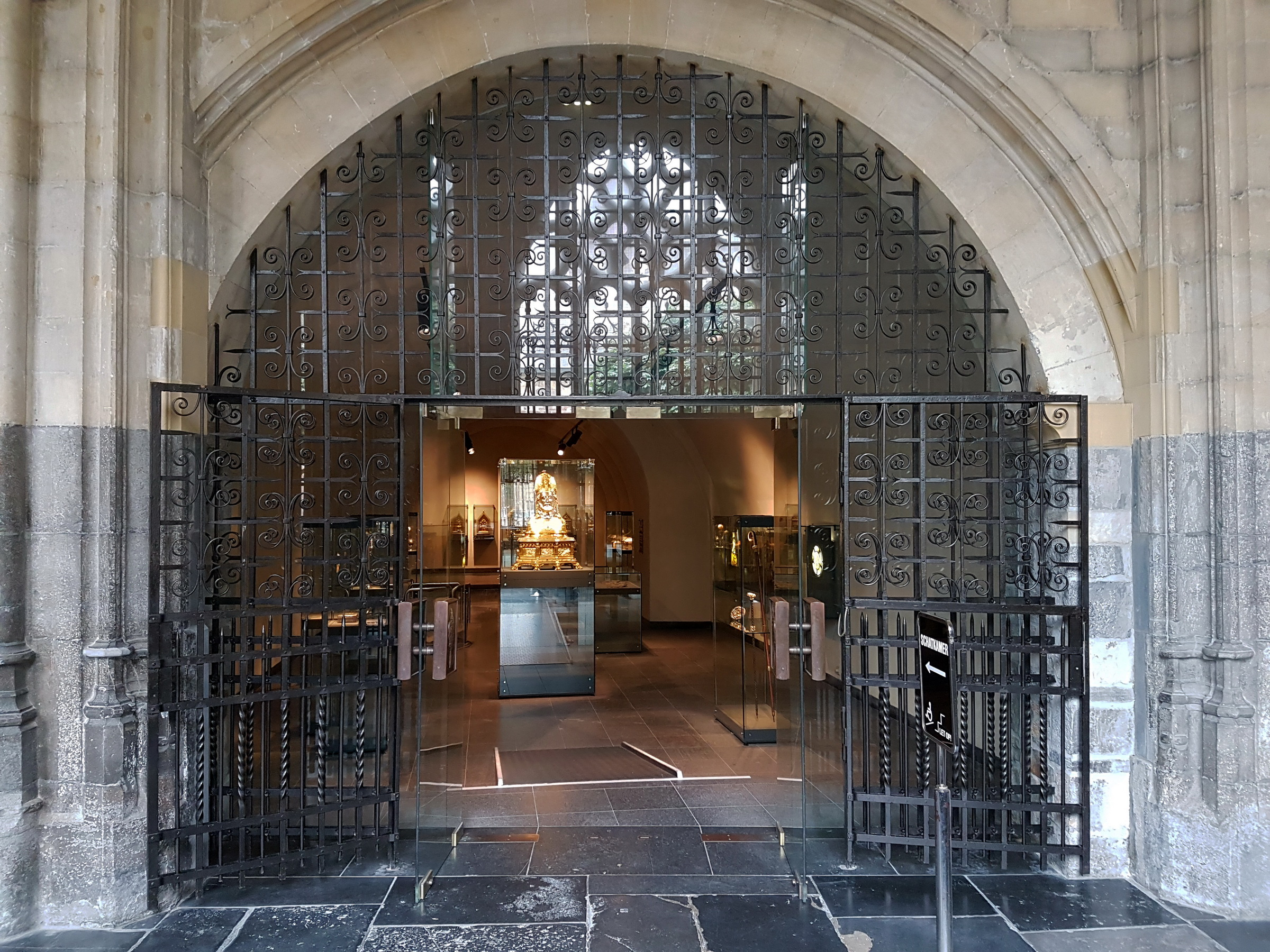
Het borstbeeld in de schatkamer

Tegenwoordig wordt het beeld gerekend tot de vier grote 'stadsdevoties' van Maastricht, samen met de Sterre der Zee, de Zwarte Christus van Wyck en het borstbeeld van Sint-Lambertus. Het borstbeeld gaat jaarlijks mee met de 'grote stadsprocessie' op Sint-Servaasdag (13 mei). Tijdens de zevenjaarlijkse heiligdomsvaart staat het bij plechtige misvieringen op het priesterkoor van de Sint-Servaasbasiliek. Bij de ommegangen neemt het een ereplaats in, als laatste van de stadsdevoties, net vóór de Noodkist. Als het beeld niet 'in functie' is, staat het centraal opgesteld bij de entree op de benedenverdieping van de schatkamer.
Bij processies in de twintigste eeuw werd het beeld gewoonlijk gedragen en begeleid door de broeders van de Beyart. In 1976 werd op initiatief van broeder Sigismund Tagage het Sint Servaasgilde opgericht, dat deze taak op zich genomen heeft. De circa 35 leden van het dragersgilde dragen tweedelige, donkerblauwe tunieken, witte handschoenen en om hun hals een groen lint met een gildemedaille. Bij de reliekentoning in de kerk wordt het beeld bevestigd op een houten processiebaar die met groene, geborduurde doeken is versierd. Op oude foto's is te zien dat deze baar vroeger ook dienstdeed bij ommegangen buiten de kerk. Tegenwoordig wordt daarvoor een moderne processiebaar van staal gebruikt, die met wit damast is bespannen. Deze wordt door twee teams van twaalf gildebroeders gedragen, die elkaar afwisselen. Bij slecht weer wordt het beeld afgedekt met een plastic hoes.

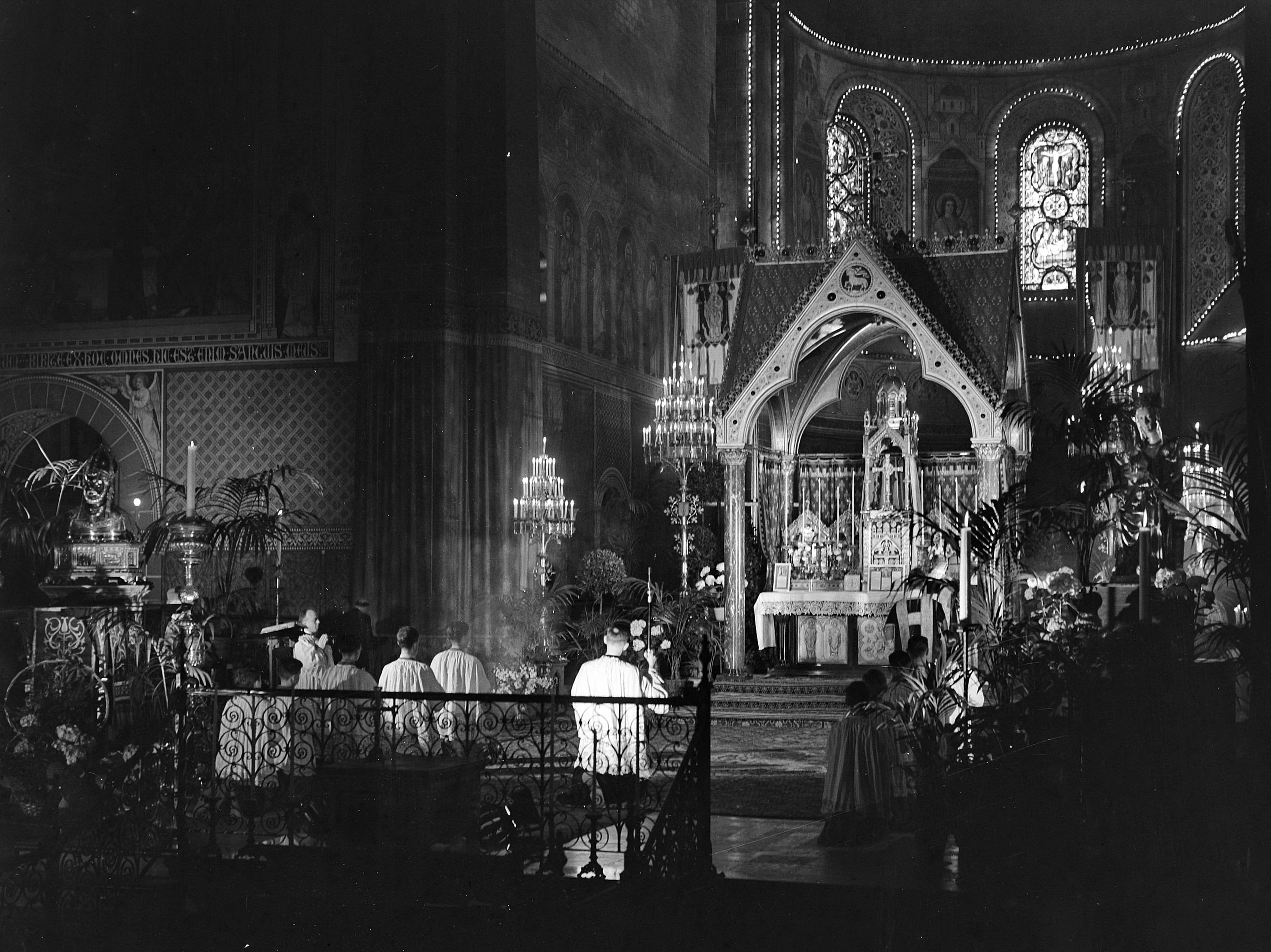
Het borstbeeld op het koor van de Sint-Servaas, 1948
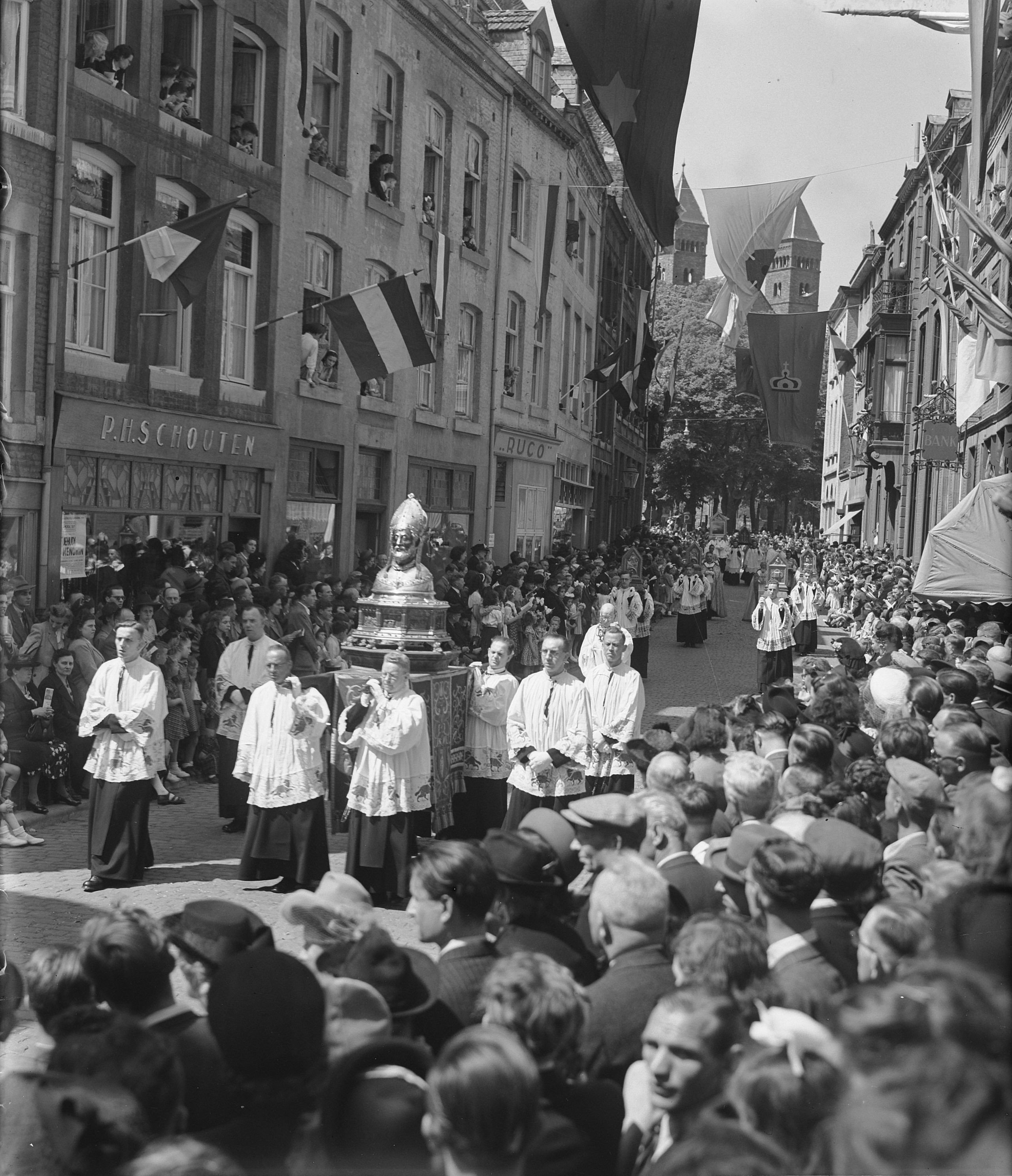
Het borstbeeld tijdens de ommegang, 1948
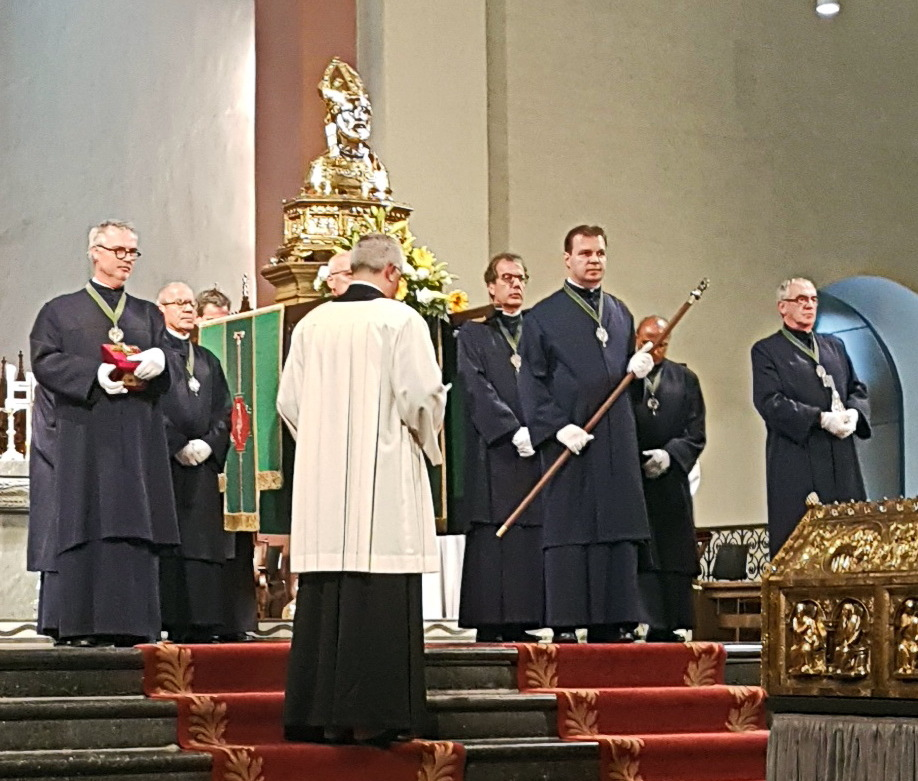
Het borstbeeld tijdens de reliekentoning, 2018
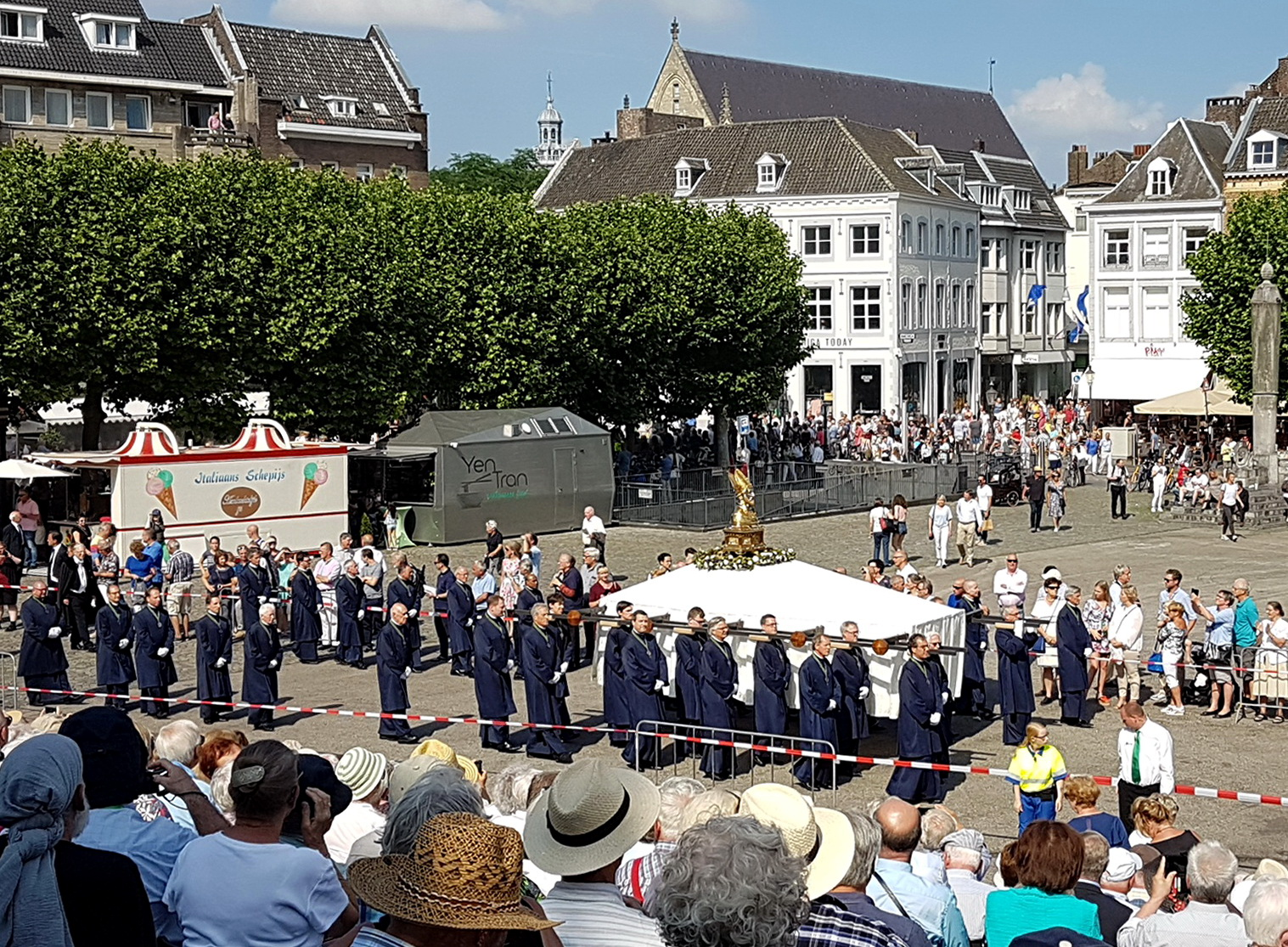
Het borstbeeld tijdens de ommegang, 2018

Het borstbeeld van Sint-Servaas is een van de iconen van de Sint-Servaasbasiliek, de heiligdomsvaart en Maastricht, afgebeeld op talloze pelgrimstekens, posters, drukwerken, vlaggen, banieren en kaarsen.

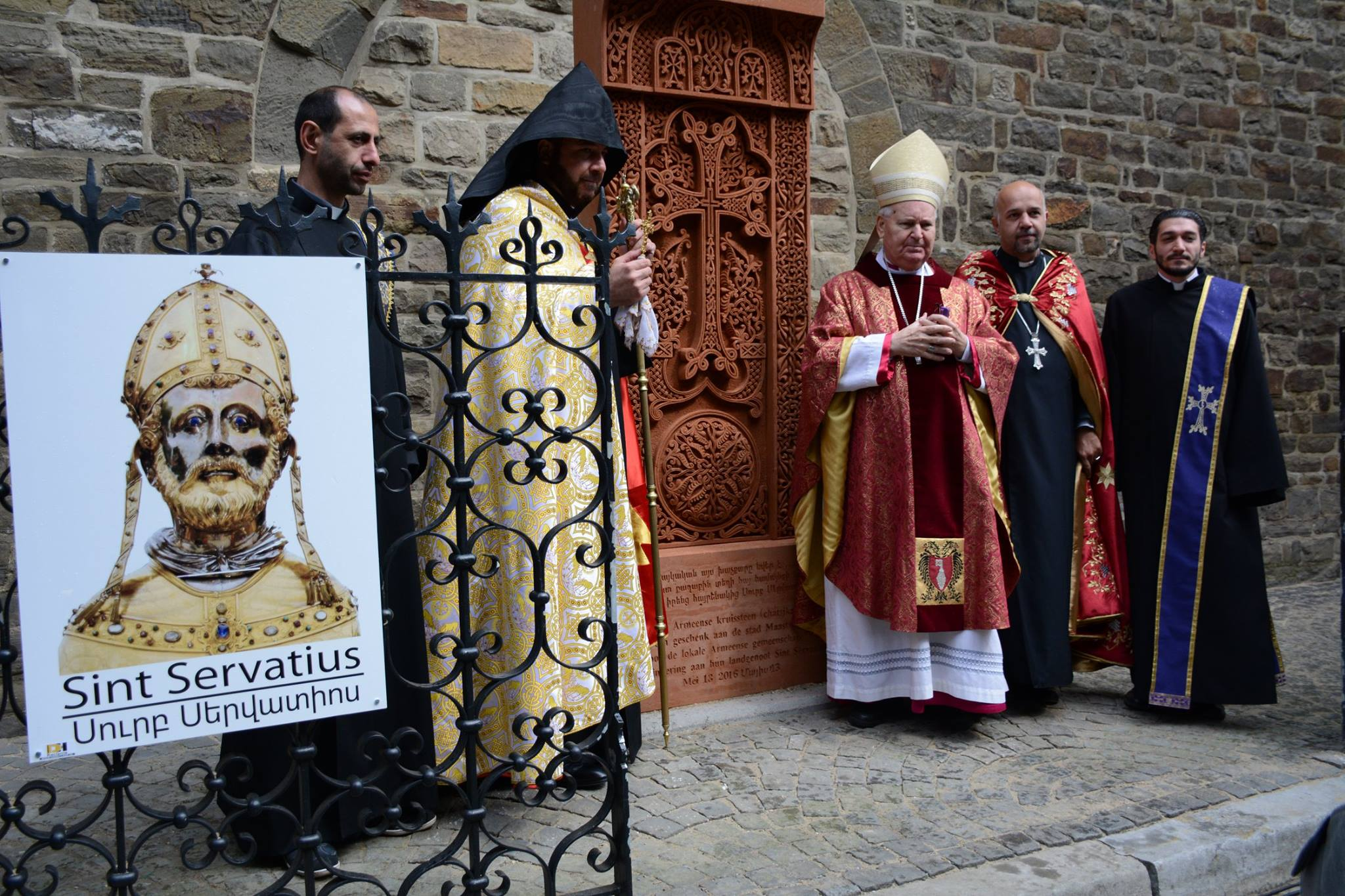
Poster van de buste bij inzegening chatsjkar
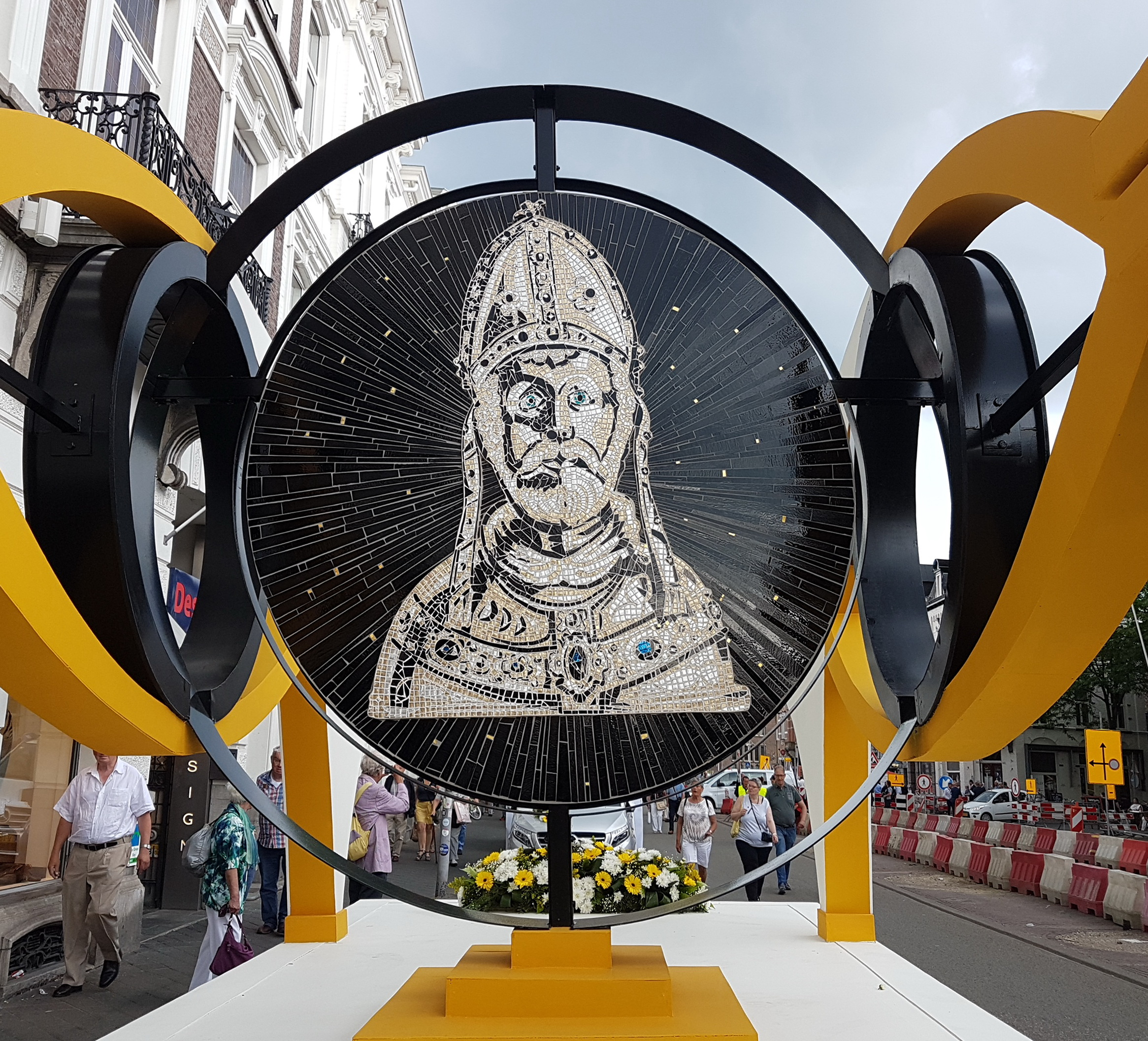
Glasmozaïek van de buste tijdens Heiligdomsvaart 2018
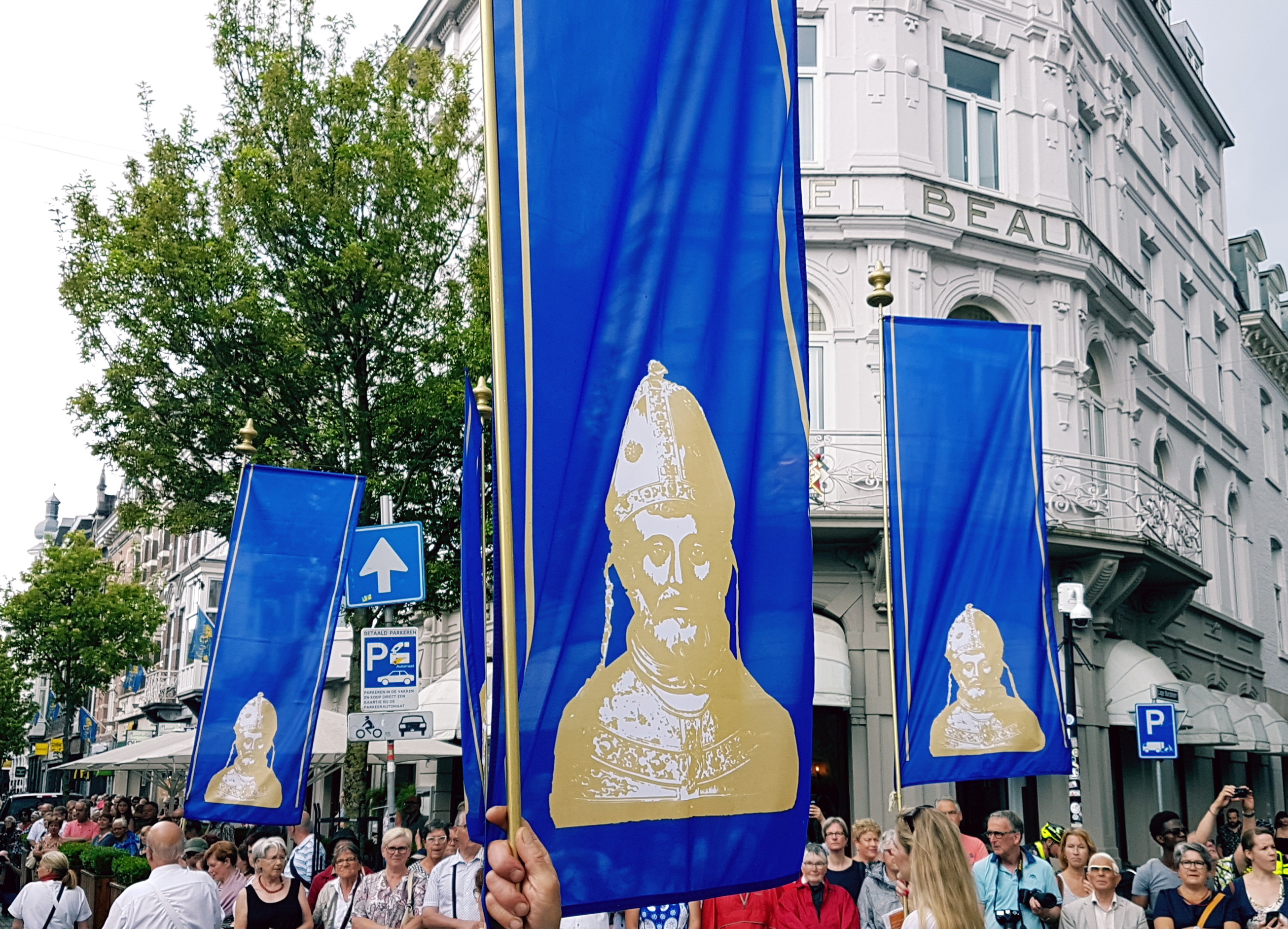
Heiligdomsvaartvlaggen met de buste als beeldmerk
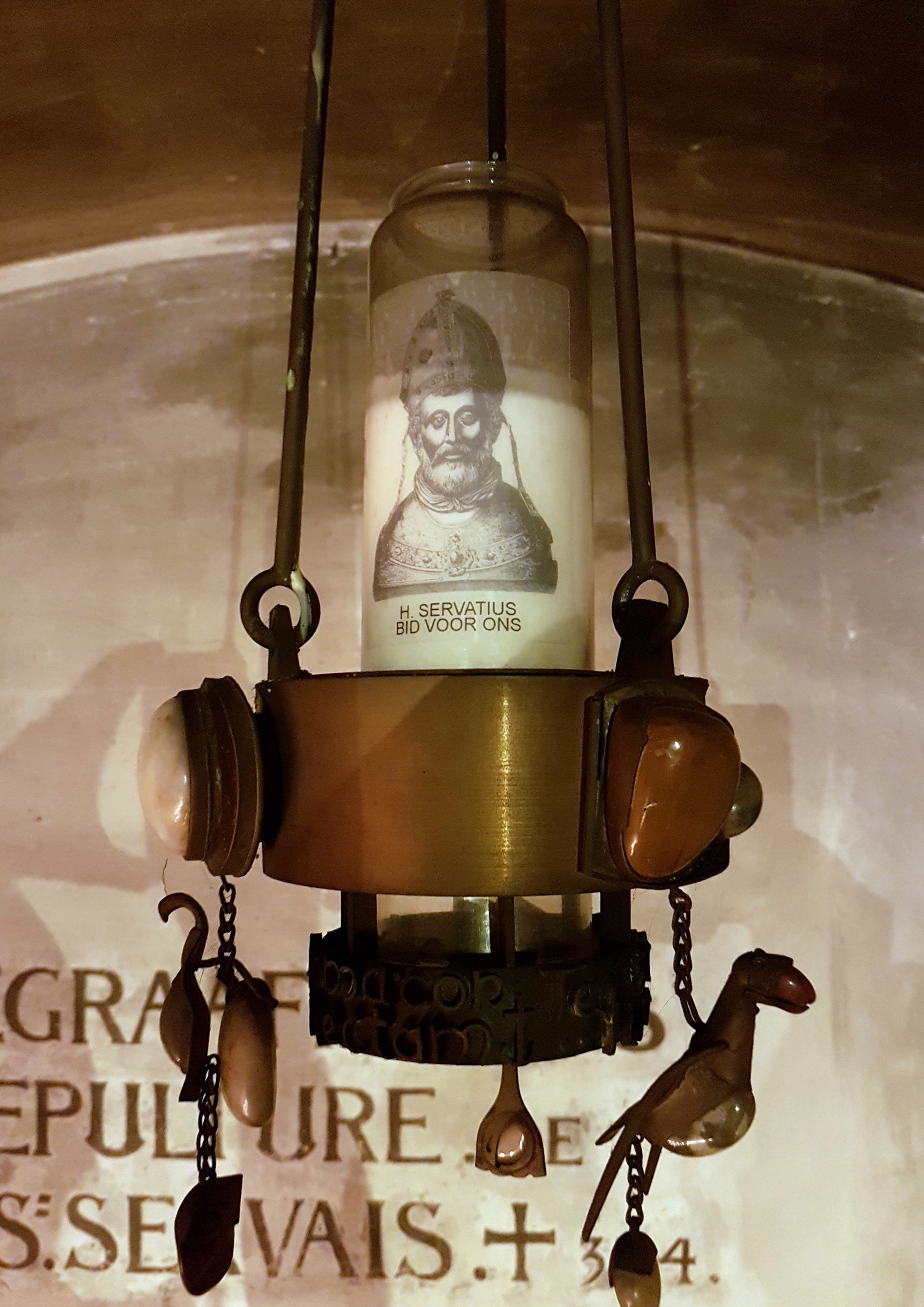
Kaars met afbeelding buste bij het graf van Sint-Servaas